# Collezione Borghese

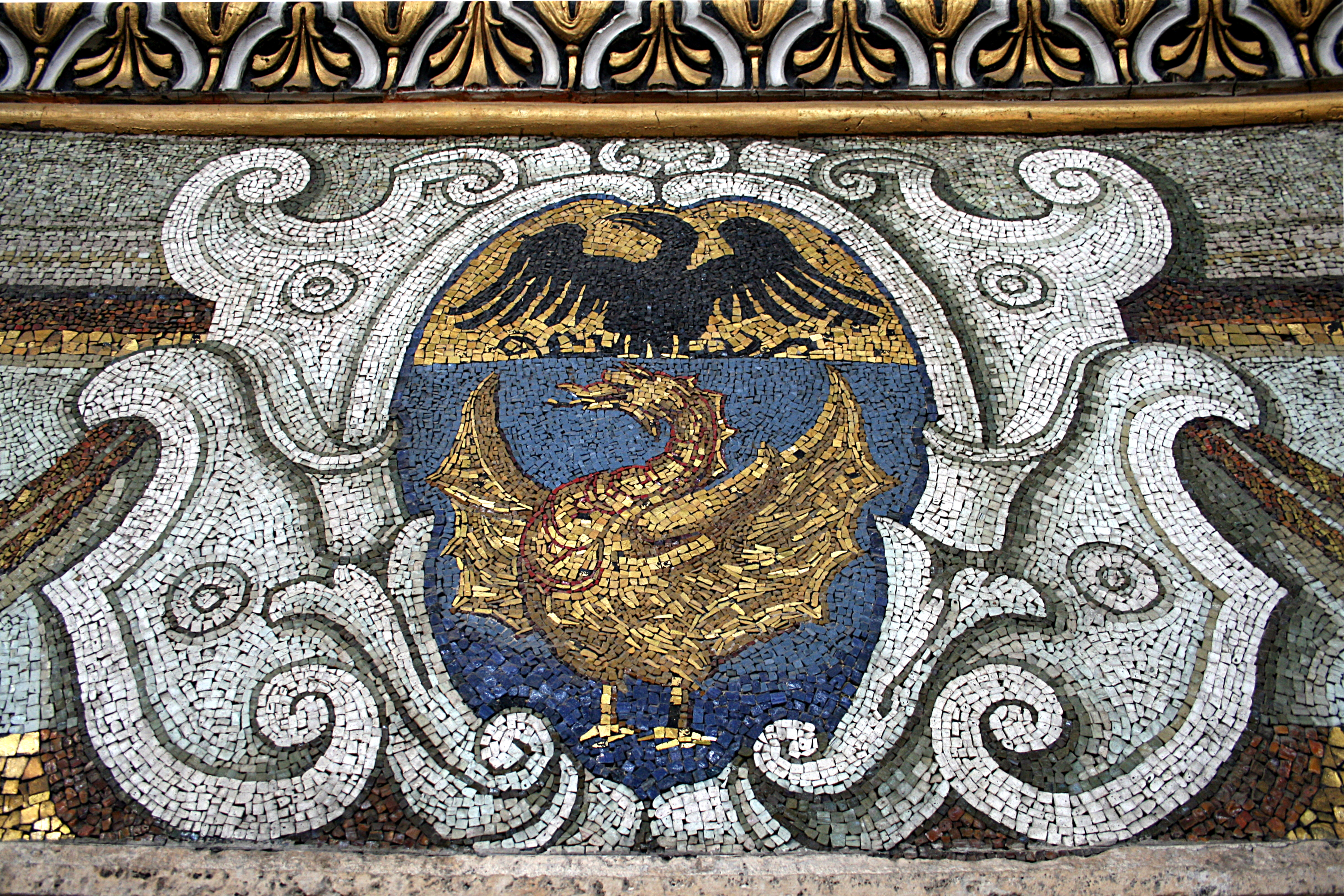
Mosaico con lo stemma della famiglia Borghese sulla cupola della basilica di San Pietro in Vaticano

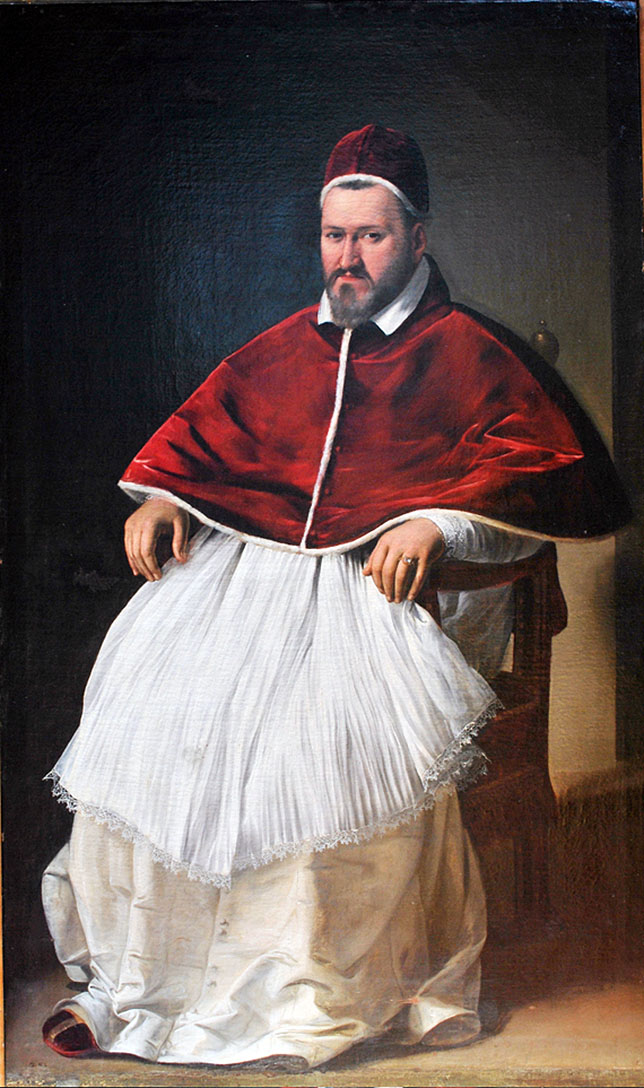
Ritratto di Paolo V, Caravaggio

La collezione Borghese è stata una collezione di opere d'arte nata nel corso del Seicento a Roma rappresentante una delle massime espressioni della cultura barocca. Deve la sua evoluzione e il suo prestigio al cardinale Scipione Caffarelli Borghese, nipote di papa Paolo V, una delle personalità più influenti e lungimiranti del mecenatismo romano del tempo.
La raccolta, che comprende pezzi archeologici, sculture, dipinti, ma anche elementi d'arredo (mobilia, oggettistica), fu sin dall'origine tra le più importanti e notevoli della città e d'Europa trovando la sua conservazione stabile tra i possedimenti della famiglia Borghese, quindi soprattutto nella villa Pinciana, nel palazzo di Borgo e in quello di Campo Marzio.
Nel corso dell'Ottocento diverse opere furono vendute dagli eredi del casato, in particolar modo un grosso gruppo di statuaria classica che entrò nelle raccolte napoleoniche; nel 1902 lo Stato italiano acquistò il resto della collezione musealizzandola all'interno della dimora storica al Pincio, determinando così la nascita della Galleria Borghese.

## Storia

### Seicento

#### La collezione del cardinal-nipote Scipione Caffarelli-Borghese (1605-1633)

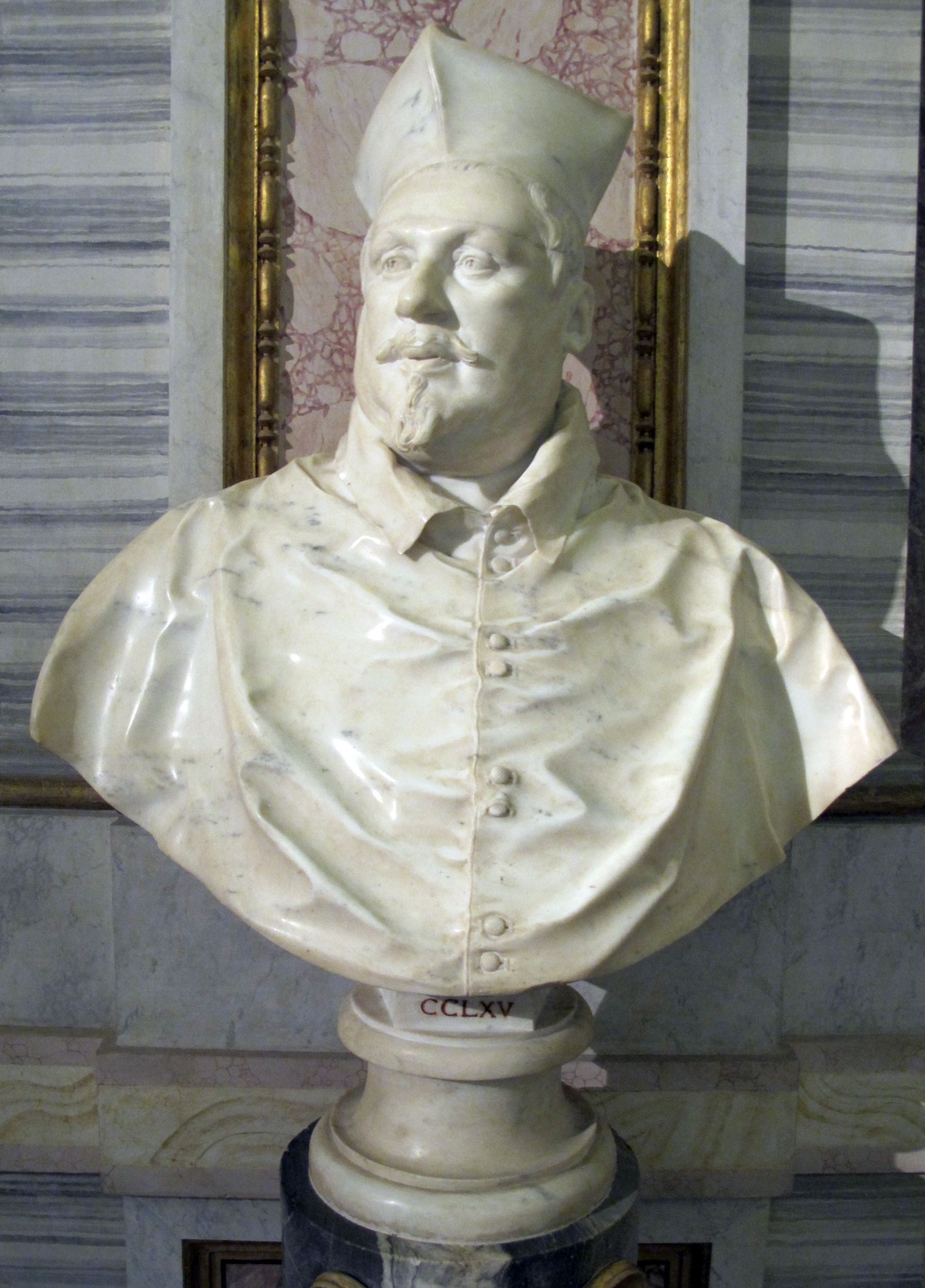
Busto di Scipione Borghese, Gian Lorenzo Bernini

##### Le origini
Le prime opere della collezione, di matrice toscana, si registrano intorno al 1519, con Pietro Borghese (1469-1527), natio di Siena e senatore di Roma dal 1515 per volere di papa Leone X.
Il nucleo più importante della raccolta lo si deve tuttavia al collezionismo prorompente e dilagante di Scipione Caffarelli Borghese, la cui ascesa sociale viaggiò parallela alla salita al trono papale nel 1605 dello zio, fratello della madre, papa Paolo V Borghese. La passione per l'arte portò il cardinal-nipote a non fermarsi davanti a nulla pur di acquisire nuovi pezzi per la propria collezione: questa fu iniziata con opere appartenenti al patrimonio familiare, appunto alcune antiche sculture e dipinti di maestri toscani catalogati nelle raccolte di Pietro, tra cui vi erano le Tre Grazie di Raffaello (oggi al Museo Condé di Chantilly), ma nel corso del XVII secolo continuò con acquisti, sequestri e commissioni fino a formare una delle più importanti collezioni d'arte italiane.
Gran parte della collezione era inizialmente costituita dalle opere di antichità rinvenute durante i vari scavi che si stavano tenendo tra i possedimenti Borghese, come quelli degli Horti Lamiani, presso l'Esquilino, o degli Horti Sallustiani, in Campo Marzio. I gusti artistici del cardinale erano eterogenei, essendo questi un accanito collezionista e amatore delle più differenti espressioni artistiche, tuttavia le opere che facevano gola a Scipione erano tutte indirizzate verso un linguaggio che aveva come denominatore comune quello dell'arte antica: nelle raccolte erano infatti pressoché assenti tavole medievali e bizantine, mentre erano cospicue opere di pittori che hanno comunque studiato da vicino la statuaria classica, come Gian Lorenzo Bernini, Domenichino, Tiziano, Guido Reni, Bronzino, Poussin, Raffaello, Caravaggio, Rubens.

##### L'espansione della raccolta

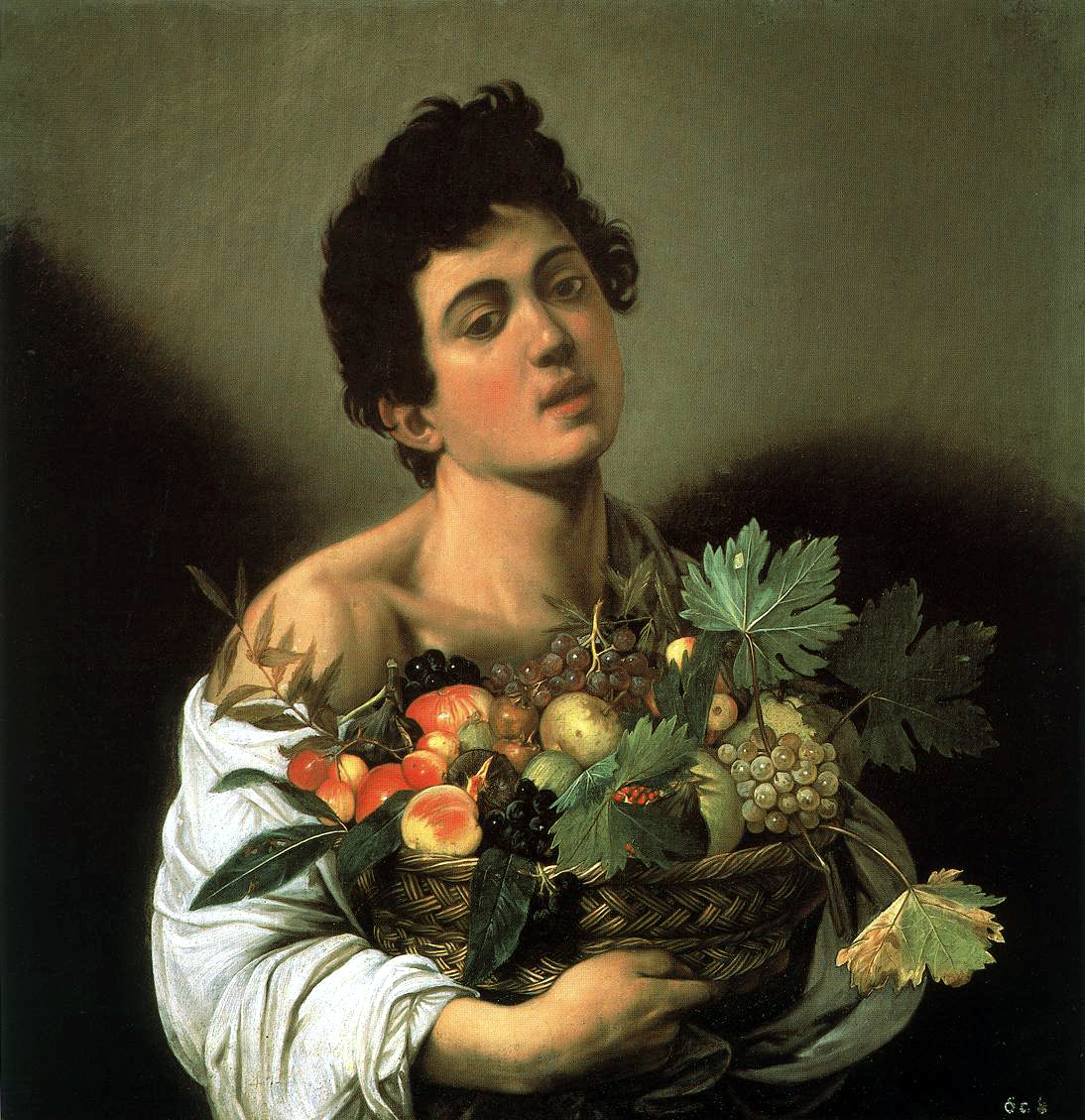
Fanciullo con canestro di frutta, Caravaggio

La raccolta di Scipione non era unicamente frutto delle commesse che questi avanzava ai pittori e scultori del tempo, ma si arricchì soprattutto grazie a collezioni altrui, donate, acquistate o persino confiscate. Nel 1607 questi ricevette in dono dallo zio papa Paolo V un insieme di opere sequestrate (circa un centinaio) dallo stesso pontefice al Cavalier d'Arpino, tra le quali vi erano il Ragazzo che monda un frutto, il Bacchino malato e il Fanciullo con canestro di frutta del Caravaggio; allo stesso periodo risale il prelievo coercitivo notturno avvenuto su volontà del cardinal-nipote presso la chiesa di San Francesco al Prato di Perugia, disposto fino a questo punto pur di riuscire ad accaparrarsi la Pala Baglioni di Raffaello che era esposta nell'edificio religioso.

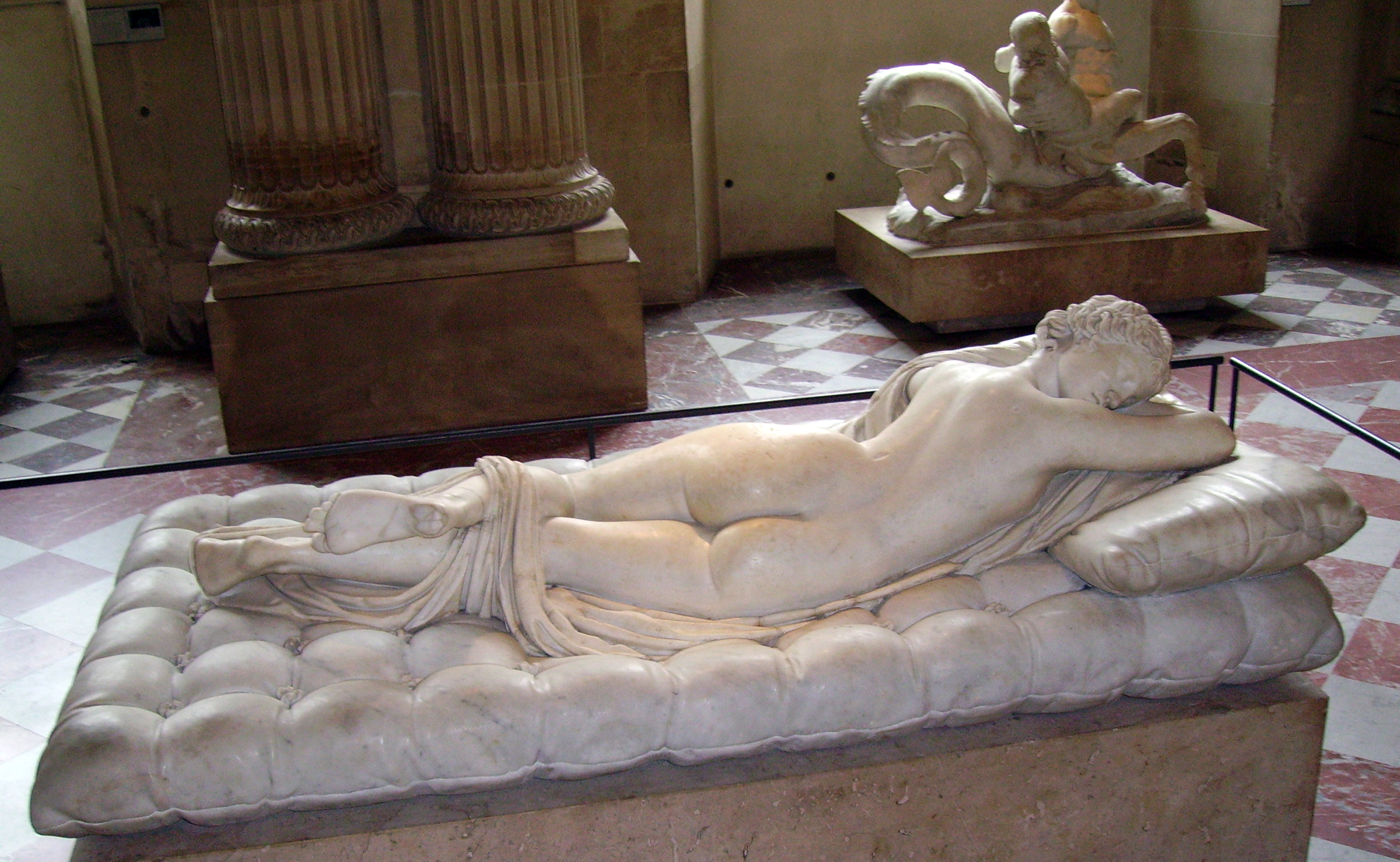
Ermafrodito dormiente

Tra gli acquisti più rilevanti, invece, si segnalano quello del 1605 che interessò la Madonna dei Palafrenieri di Caravaggio, rifiutata dalla Confraternita poco tempo prima dell'esposizione nella basilica di San Pietro in Vaticano, quello che riguardò un intero blocco della collezione di Tommaso della Porta, scultore e antiquario, da cui provennero il Centauro domato da Amore (oggi al Louvre di Parigi) e i busti dei Dodici Cesari di Giovan Battista della Porta (oggi alla Galleria Borghese), quelli del 1608, uno che interessò la collezione del cardinale Enzo Bentivoglio, da cui pervenne una parte delle opere di matrice ferrarese di cui è composta la collezione (come i due Paesaggi di Niccolò dell'Abate e Girolamo da Carpi) e un altro che riguardò la collezione del cardinale Paolo Emilio Sfondrati, da cui furono prelevati circa 71 dipinti, fra i quali alcuni pezzi che diverranno tra i più pregevoli della collezione, come l'Amor Sacro e Amor Profano di Tiziano (oggi alla Galleria Borghese), il Ritratto di Giulio II (oggi alla National Gallery di Londra) e la Madonna del velo (oggi al Museo Condé di Chantilly), entrambe di Raffaello. Allo stesso periodo ricade anche l'acquisto dell'Ermafrodito dormiente, poi restaurato da Bernini (oggi al Louvre di Parigi), che fu rinvenuto nel 1608 tra le terme di Diocleziano e quelle degli Horti Sallustiani, che in cambio del quale il cardinale si impegnò a contribuire finanziariamente alla realizzazione della chiesa che si stava innalzando su quel suolo, l'acquisizione del Gladiatore Borghese (oggi al Louvre di Parigi), rinvenuto durante alcuni scavi compiuti presso Anzio, e infine la Cena in Emmaus di Caravaggio (oggi alla National Gallery di Londra), acquisita dopo il 1605 dalla collezione di Ciriaco Mattei.

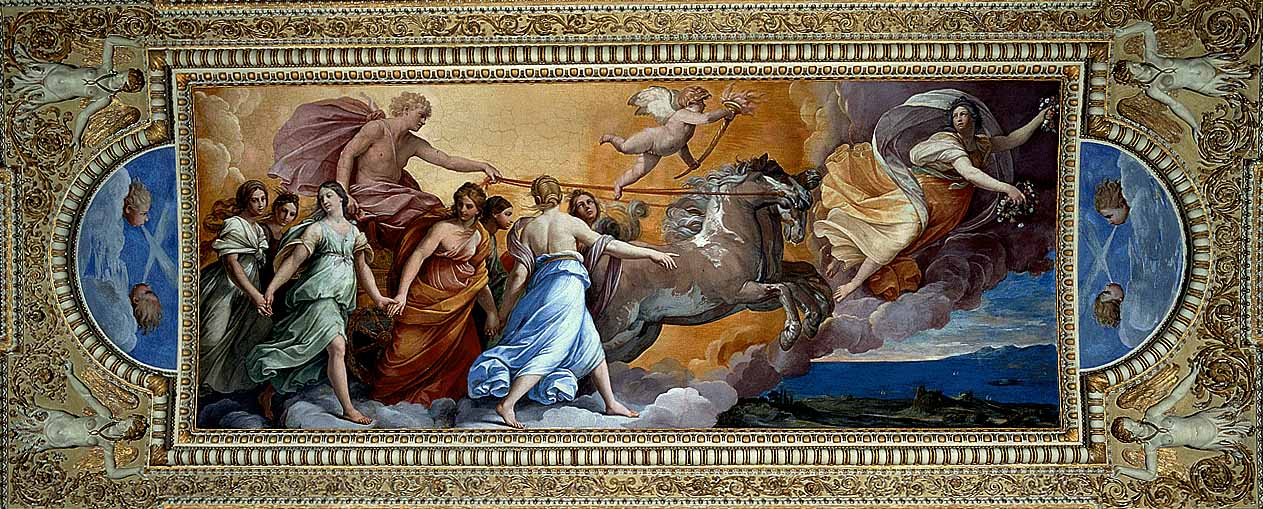
Guido Reni, affresco del Carro dell'Aurora sulla volta del casino del palazzo Pallavicini Rospigliosi (già Borghese)

Giovanni Lanfranco, affresco del Concilio degli dei sulla volta della sala degli imperatori della villa Borghese Pinciana

Durante questi anni di espansione collezionistica, dove Scipione fu concentrato ad acquisire per sé quante più opere possibili, il cardinale fu comunque anche attento alle commesse artistiche avanzate nei confronti di autori del Seicento romano. Quindi di Giovanni Baglione, al quale fu richiesta nel 1608 la Giuditta con la testa di Oloferne, di Rubens, Lanfranco, che ebbe tra gli incarichi più notevoli quello decorativo della volta del salone della villa Pinciana, con il grande ciclo del Concilio degli dei (1624-1625) nella sala degli Imperatori, del Guercino, di cui è l'opera pubblica (1622-1626) per la basilica di San Crisogono con la Gloria del santo (oggi a Lancaster House di Londra), Lavinia Fontana, del Cigoli, di Guido Reni, che invece fu chiamato a Roma già nel 1613 proprio dal papa Borghese per decorare la cappella dell'Annunziata al palazzo del Quirinale, interessato in quegli anni da un rifacimento globale grazie agli interventi promossi dallo stesso Paolo V, e per la realizzazione nel 1614 dell'affresco del Carro dell'Aurora sulla volta del salone principale del casino familiare del palazzo "Monte Cavallo", di cui si registra nel 1616 il pagamento, di Orazio Gentileschi, dove nel 1611 per un altro casino dello stesso palazzo fu chiesto di decorare ad affresco la volta con Storie delle Muse (l'intero complesso diverrà poi palazzo Pallavicini Rospigliosi) e di altri autori ancora.

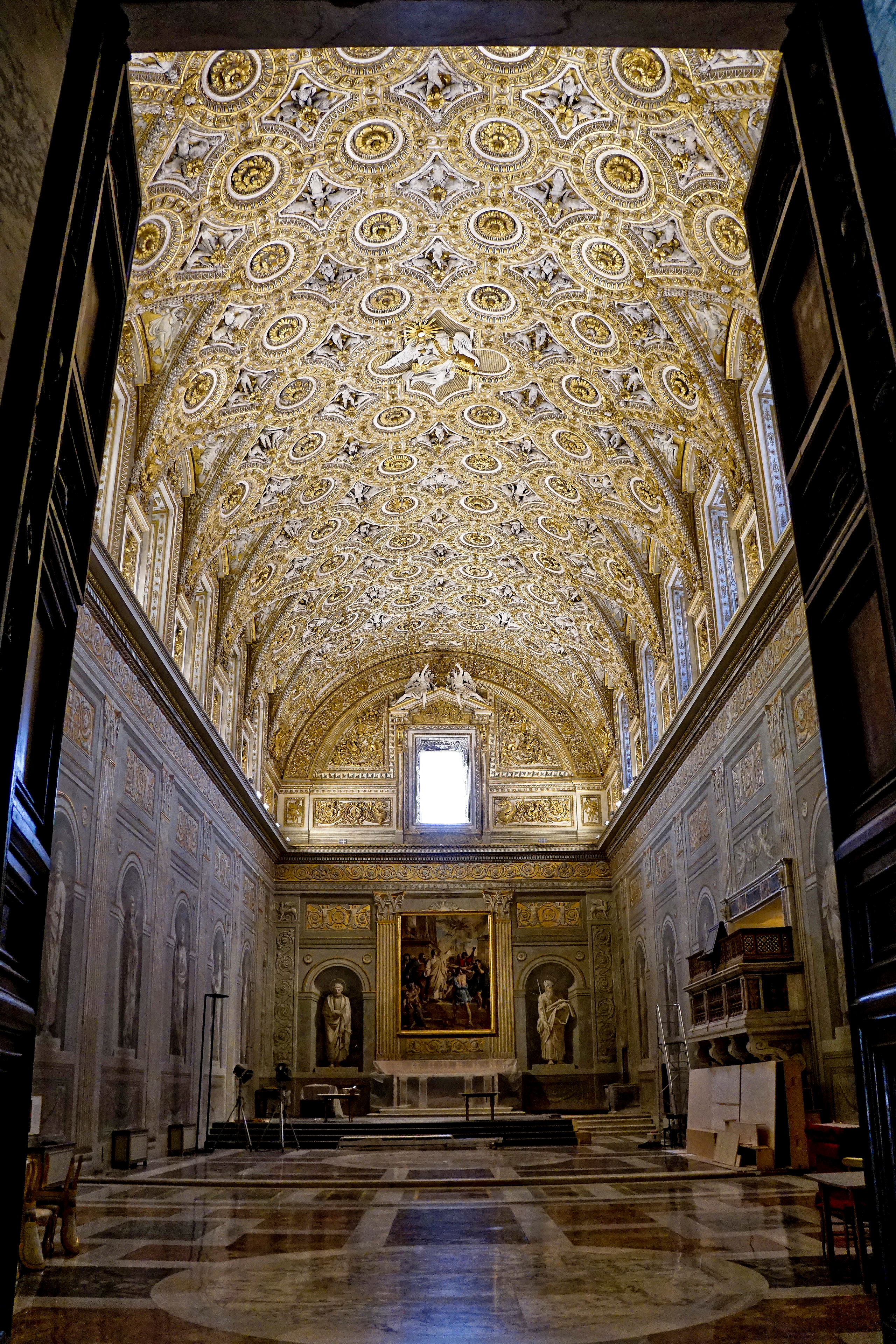
Cappella Paolina al palazzo del Quirinale

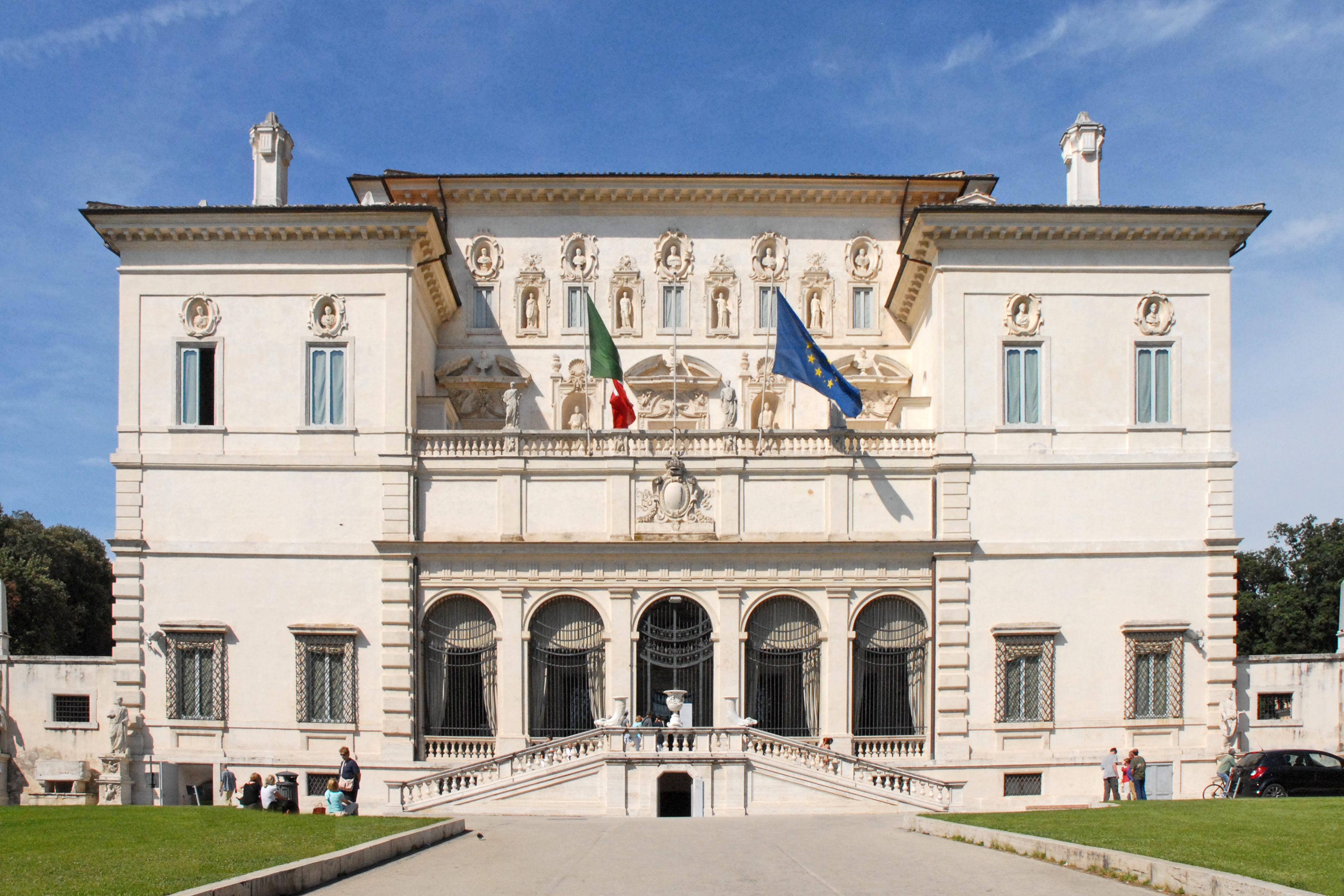
Villa Borghese Pinciana

Le raccolte erano originariamente organizzate tra le diverse proprietà della famiglia Borghese, tutte realizzate su volere e sotto la supervisione del cardinale Scipione, che assunse il ruolo di uno dei più potenti uomini a Roma, con una rendita annua pari a circa 90.000 scudi intorno al 1609 e che aumenta a 140.000 scudi a partire dal 1612.
Ancora, al 1617 circa risale infine il reperimento della Caccia di Diana e della Sibilla Cumana del Domenichino, commissionate in origine dal cardinale Pietro Aldobrandini ma sottratte dal Borghese dopo aver trattenuto forzatamente il pittore emiliano in carcere allo scopo di ricattare il cardinale "rivale" affinché cedesse le due opere.
La gran parte della collezione fu ricollocata comunque dentro la villa Pinciana e nei luoghi circostanti adibiti a giardino, quando questa fu ultimata, intorno al 1615; un'altra parte, sempre inerente ad opere pittoriche e reperti archeologici, era nel palazzo di Borgo di via della Conciliazione, posseduto dal 1609 al 1635 e che poi diverrà dei Torlonia; un'altra fetta della raccolta era nel palazzo Borghese in Campo Marzio, edificato nel 1591 sempre su incarico del cardinale e per conto del nuovo acquirente, il cardinale Camillo Borghese (futuro papa Paolo V), quest'ultimo che commissionò nel 1605 circa a Caravaggio il suo Ritratto in abiti papali, conservato ancora oggi nelle stanze del palazzo (dov'era assieme a gran parte della quadreria fino ai primi del XX secolo) in quanto non confluito nelle raccolte statali della Galleria Borghese; un'altra parte della collezione era poi nel palazzo Pallavicini Rospigliosi (commissionato da Scipione e rimasto alla famiglia per breve tempo fino al 1616); infine, ancora un'altra parte della raccolta era presso la villa Mondragone di Frascati, dov'erano soprattutto i reperti di antichità rinvenuti nelle aree circostanti.

##### Le commesse a Caravaggio e Gian Lorenzo Bernini
Le commesse più prestigiose direttamente avviate da Scipione Borghese, tuttavia, furono quelle legate ai sodalizi che il cardinale ebbe con due degli gli artisti più importanti e influenti della Roma del tempo: il giovane Gian Lorenzo Bernini, utilizzato esclusivamente come scultore, e non come architetto, che grazie alle commesse Borghese impose da lì a breve il proprio ruolo sulla scena artistica della città, e Caravaggio, autore già affermato e già presente nelle raccolte di Scipione, richiesto "a distanza" in quanto già fuggito dalla città pontificia e che sarà presente nelle collezioni con dodici suoi dipinti (tra acquisizioni e commissioni).
Il Bernini eseguì per il cardinale, dal 1615 al 1623, i celeberrimi gruppi scultorei ancora oggi conservati nella Galleria, quindi la Capra Amaltea, l'Enea, Anchise e Ascanio, il Ratto di Proserpina, realizzato nel 1621 ma che rimarrà nella galleria solo due anni in quanto Scipione ne fece dono al cardinale Ludovico Ludovisi (la scultura fu poi riacquistata dallo Stato italiano nel XX secolo ed esposta nuovamente nella Galleria), il David, che fu commissionato in origine dal cardinale Alessandro Peretti per la sua residenza di Montalto, e che poi solo alla morte prematura di questi avvenne il subentro nella commessa da parte di Scipione Borghese, e infine l'Apollo e Dafne, completato nel 1625 e che fu di fatto l'ultima opera eseguita dallo scultore per il cardinal nipote.

Opere di Gian Lorenzo Bernini
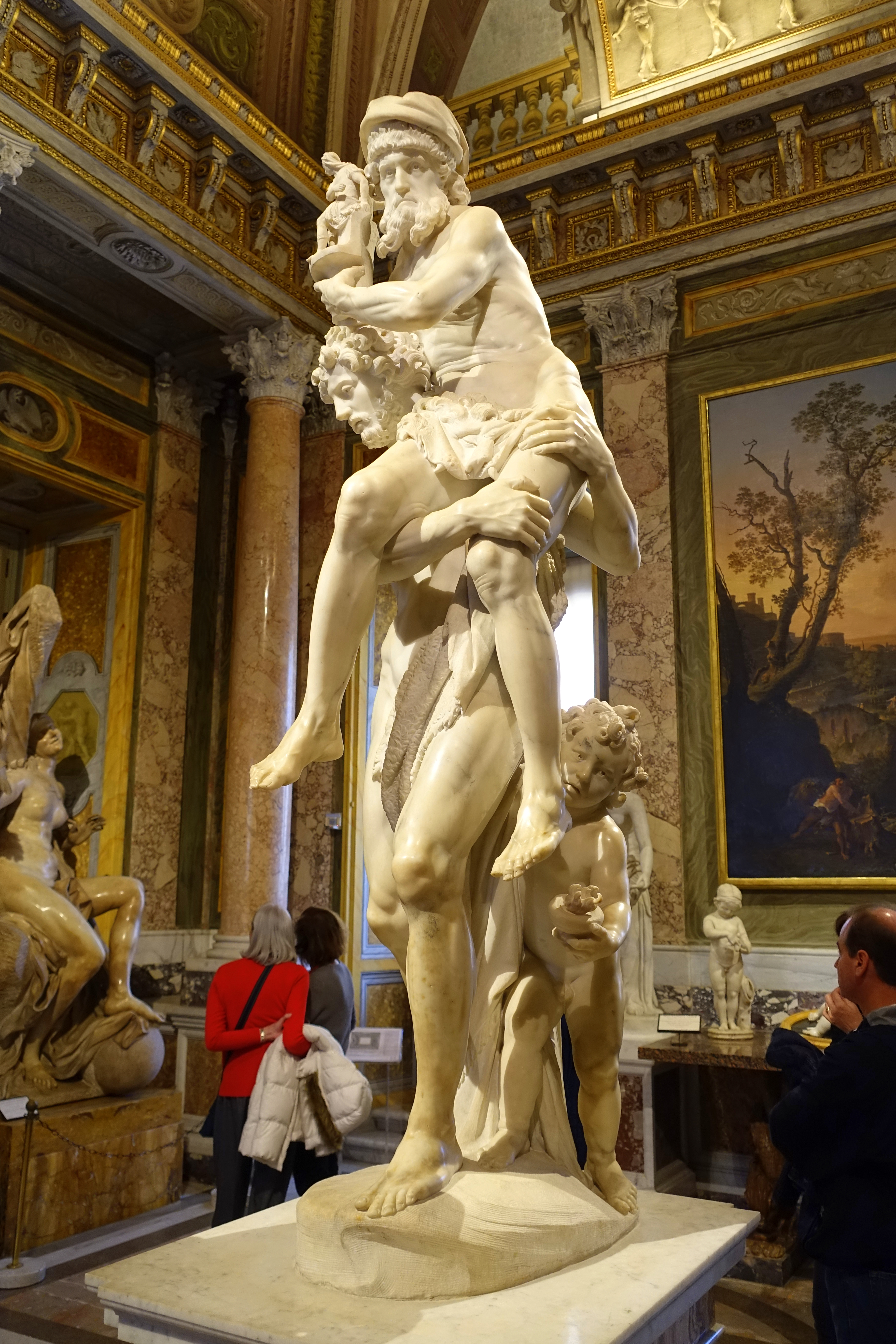
Enea, Anchise e Ascanio
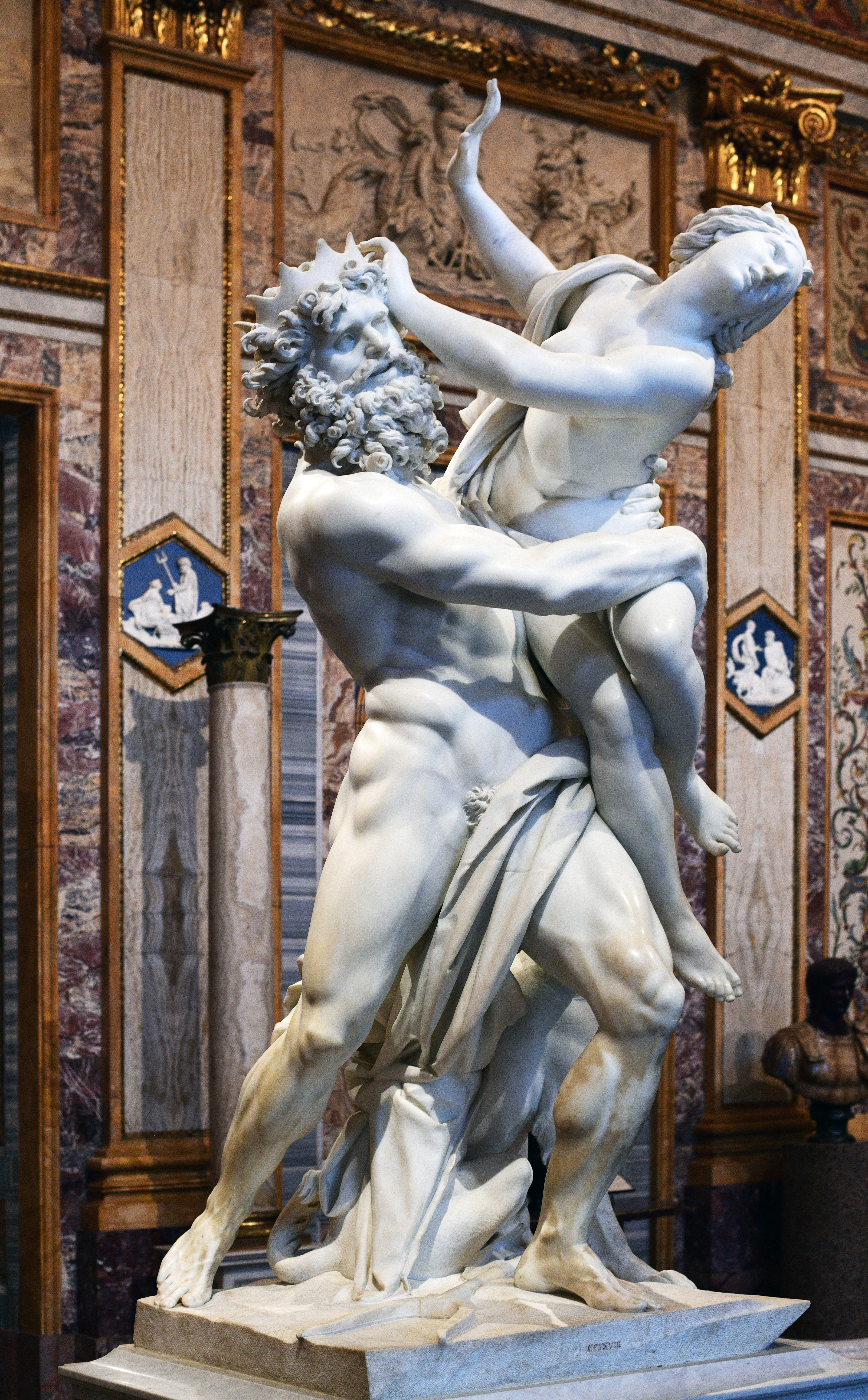
Ratto di Proserpina
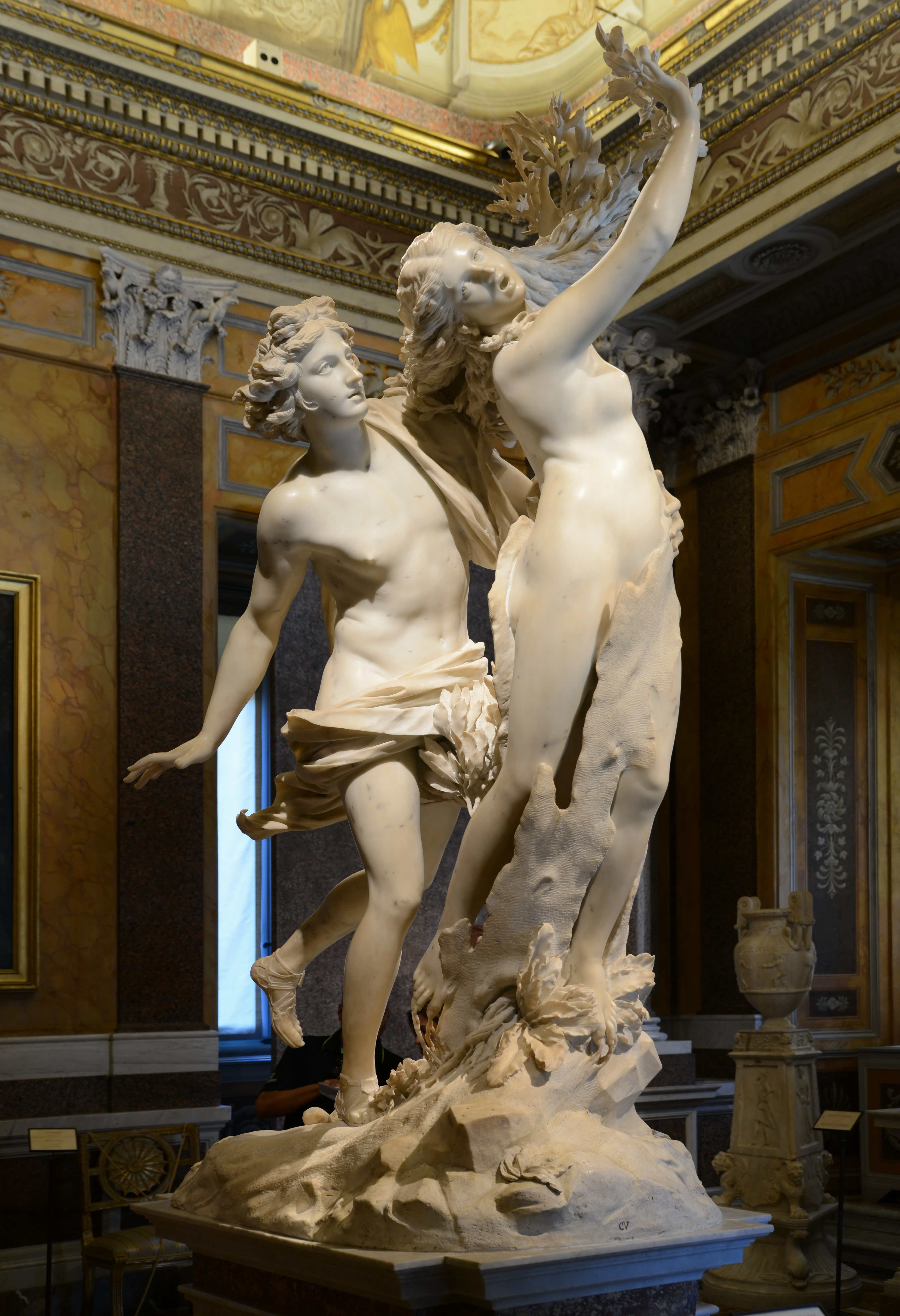
Apollo e Dafne

Le richieste avanzate a Caravaggio avvennero invece negli anni maturi del pittore lombardo, durante il suo secondo soggiorno napoletano, quando questi provava a conquistare con le proprie opere una possibile grazia papale a sconto delle condanne ricevute negli anni precedenti: per l'occasione furono commissionate il San Giovanni Battista disteso (oggi in collezione privata tedesca), il San Girolamo scrivente, il San Giovanni Battista e il David con la testa di Golia (oggi tutte alla Galleria Borghese) e infine la Maria Maddalena in estasi (oggi in collezione privata romana), che, tuttavia, seppur eseguita su commissione di Scipione, non arrivò mai nelle sue raccolte in quanto, alla morte prematura del Merisi, ritornò alla marchesa Colonna di Napoli, per poi far perdere le sue tracce.

Opere di Caravaggio
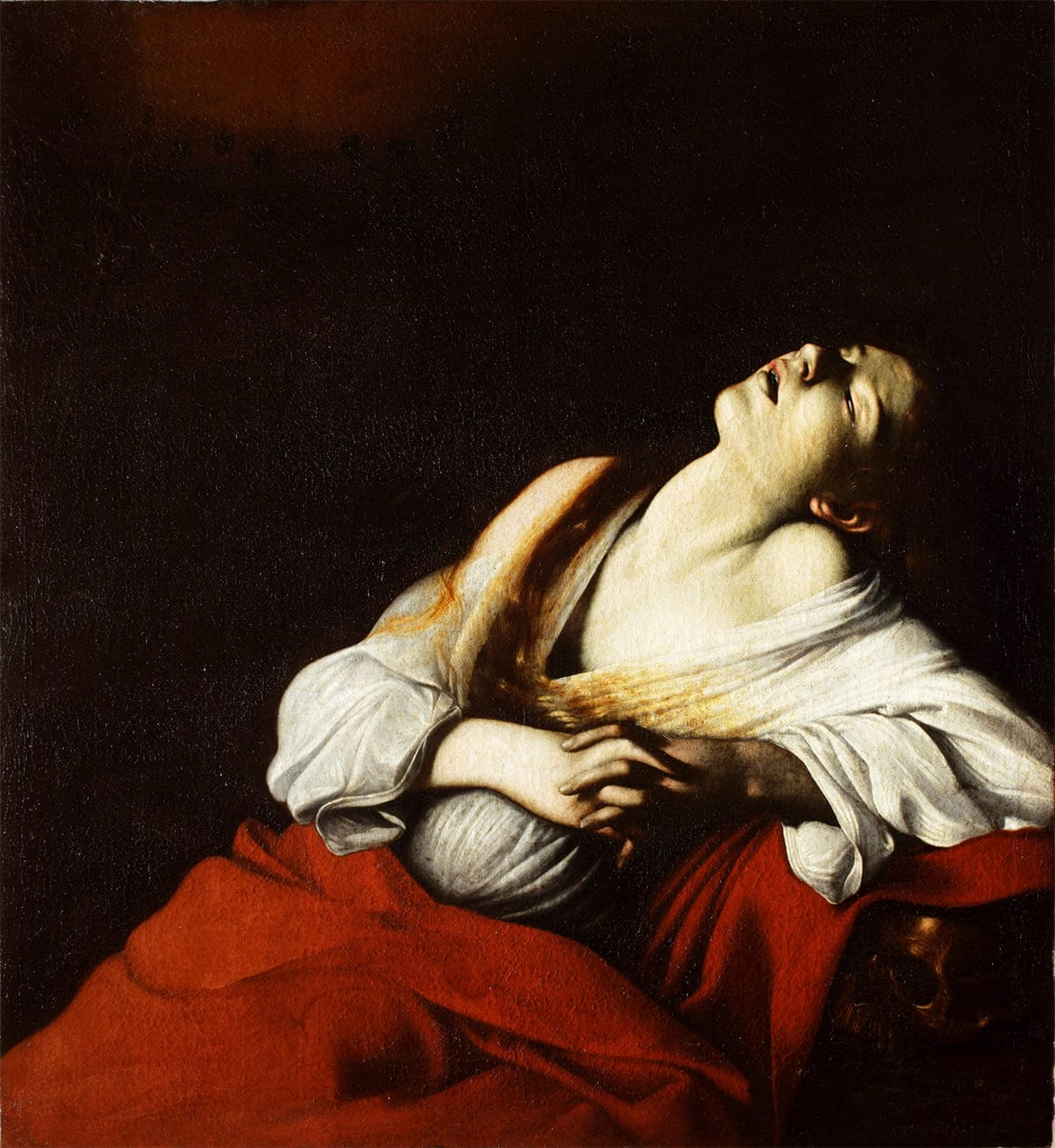
Maria Maddalena in estasi
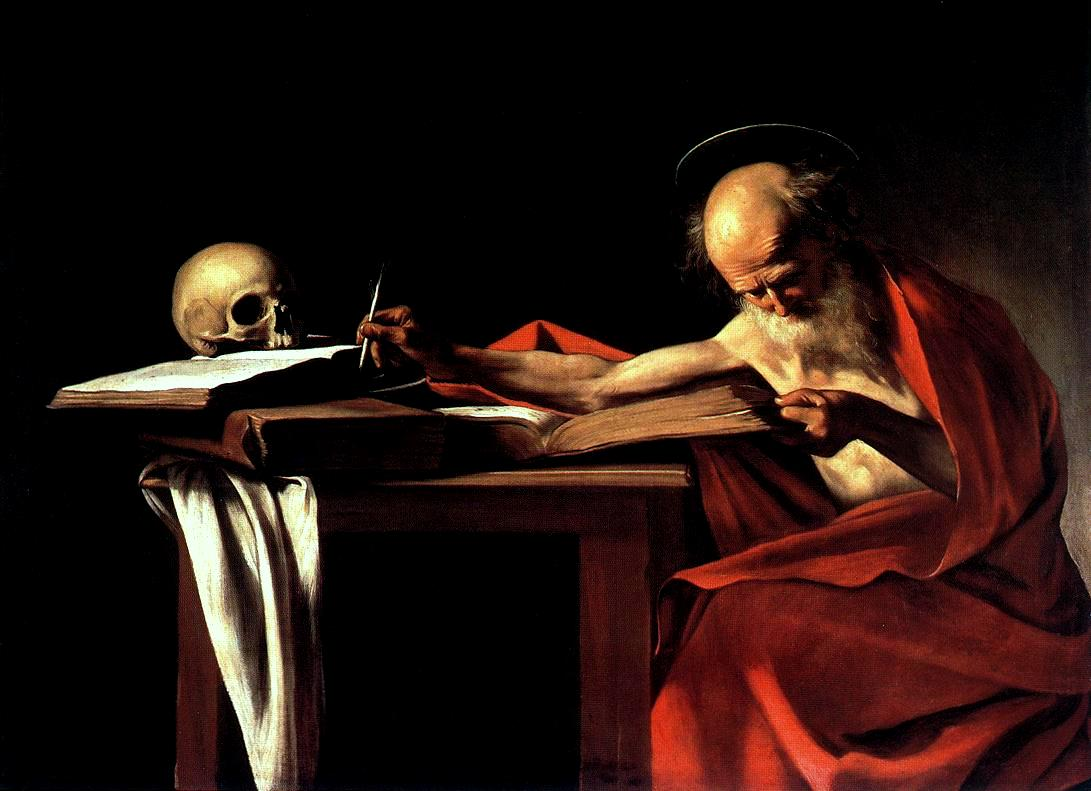
San Girolamo scrivente
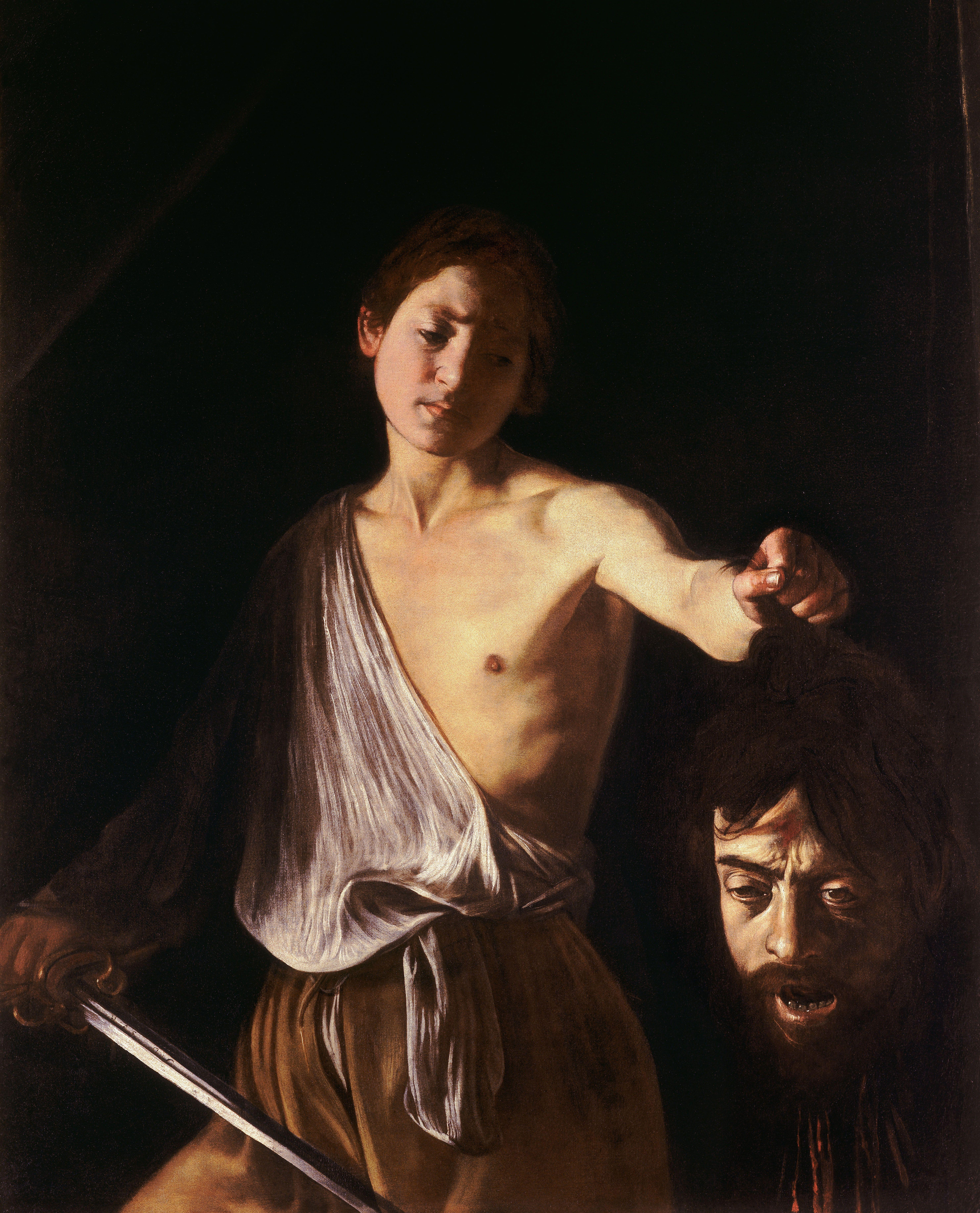
David con la testa di Golia

##### La fine dell'era di Scipione Borghese
Alla morte di Scipione, nel 1633, la collezione era tra le più ricche e stimate della città, citata e segnalata da molti viaggiatori che passavano per Roma; col decesso del cardinale tutti i beni mobili e immobili furono sottoposti a un vincolo fidecommissario utile a preservarne l'integrità, cosa che avvenne fino alla fine del XVIII secolo, quando la dinastia familiare, e con essa anche la collezione, vissero anni difficili.

#### Il lascito della collezione Aldobrandini (1682)

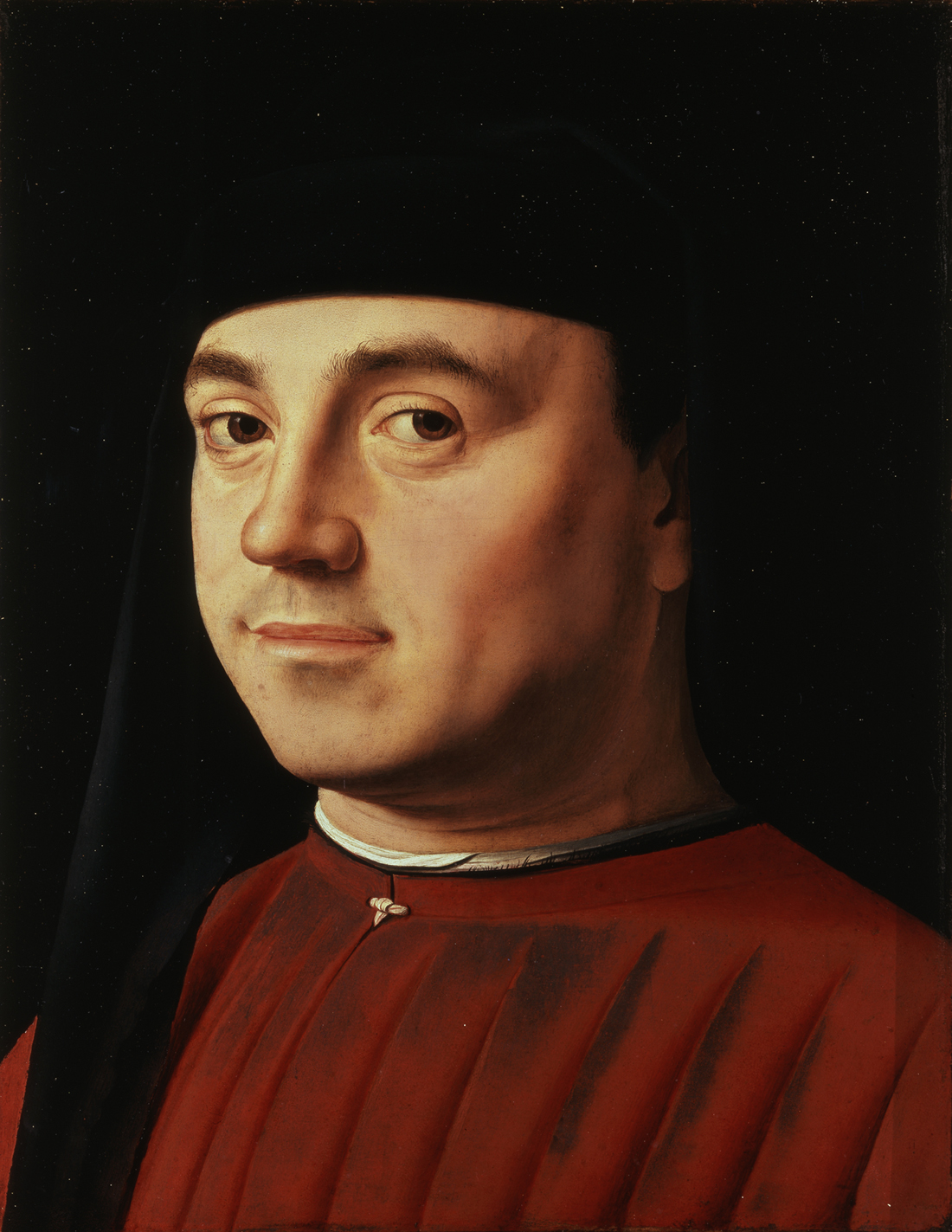
Ritratto di ignoto, Antonello da Messina

Durante la seconda metà del XVII secolo i Borghese continuarono ad ampliare la collezione di Scipione. Un'aggiunta significativa si ebbe con l'eredità di Olimpia Aldobrandini, moglie in prime nozze di Paolo Borghese. Nel 1682 la collezione Aldobrandini, pregevole per qualità e quantità delle opere, venne divisa tra i suoi figli, provenienti da due letti diversi: una parte a Giovanni Battista Pamphili, II principe di San Martino al Cimino e Valmontone, che nutrirà la collezione Pamphilj attualmente conservata presso la Galleria Doria-Pamphilj di via del Corso, a Roma, e un'altra parte a Giovanni Battista Borghese, II principe di Sulmona, che nutrirà appunto la sua collezione di famiglia.
Pervennero con questo lascito opere particolarmente rilevanti, come il Ritratto di giovane donna con unicorno (oggi alla Galleria Borghese) e la Madonna dei Candelabri (oggi al Walters Art Gallery di Baltimora), tutte di Raffaello, il Ritratto di ignoto di Antonello da Messina (oggi alla Galleria Borghese), la Madonna col Bambino in trono tra san Francesco, sant'Antonio e due donatori di Niccolò Pisano (originariamente assegnata al Perugino, oggi al Museo Condé di Chantilly), il Ritratto di gentiluomo di Lorenzo Lotto (oggi alla Borghese), nonché un cospicuo numero di tele di scuola ferrarese (derivanti da un precedente lascito di Lucrezia d'Este in favore di Pietro Aldobrandini, poi successivamente donati alla nipote, Olimpia), come opere del Garofalo, di Ludovico Mazzolino, dello Scarsellino e dell'Ortolano.
Nel 1693 viene stilato il primo inventario della collezione Borghese, dettagliato ed esaustivo nella catalogazione e descrizione delle opere, comprendente sia quelle artistiche che archeologiche.

### Settecento
Nel Settecento la collezione vive un secolo pressoché di immobilismo, culminato nell'ultima parte da eventi che hanno segnato negativamente le sue sorti.
Nel 1760 la famiglia prelevò dai Pamphilj (appena estinti perché senza eredi) la villa di Frascati e alcune opere già nella loro collezione, tra cui l'Adorazione dei pastori di Andrea Mantegna (oggi al MET di New York), il Festino degli dei di Giovanni Bellini (oggi alla National Gallery di Washington) e il Bacco e Arianna del Tiziano (oggi alla National Gallery di Londra); ciò avvenne sulla scorta di una richiesta di riconoscimento dei titoli Aldobrandini (già prelevati dai Pamphilj e poi persi con l'estinzione della loro famiglia) da parte dei Borghese in quanto anche loro erano discendenti dell'ultima esponente del casato, ossia Olimpia. Sia l'Adorazione dei pastori di Andrea Mantegna che i due baccanali di Giovanni Bellini e Tiziano, tutte già in collezione Aldobrandini e poi in quella Pamphilj, furono quindi acquisiti nel 1769 da Paolo Borghese Aldobrandini (morto nel 1792).

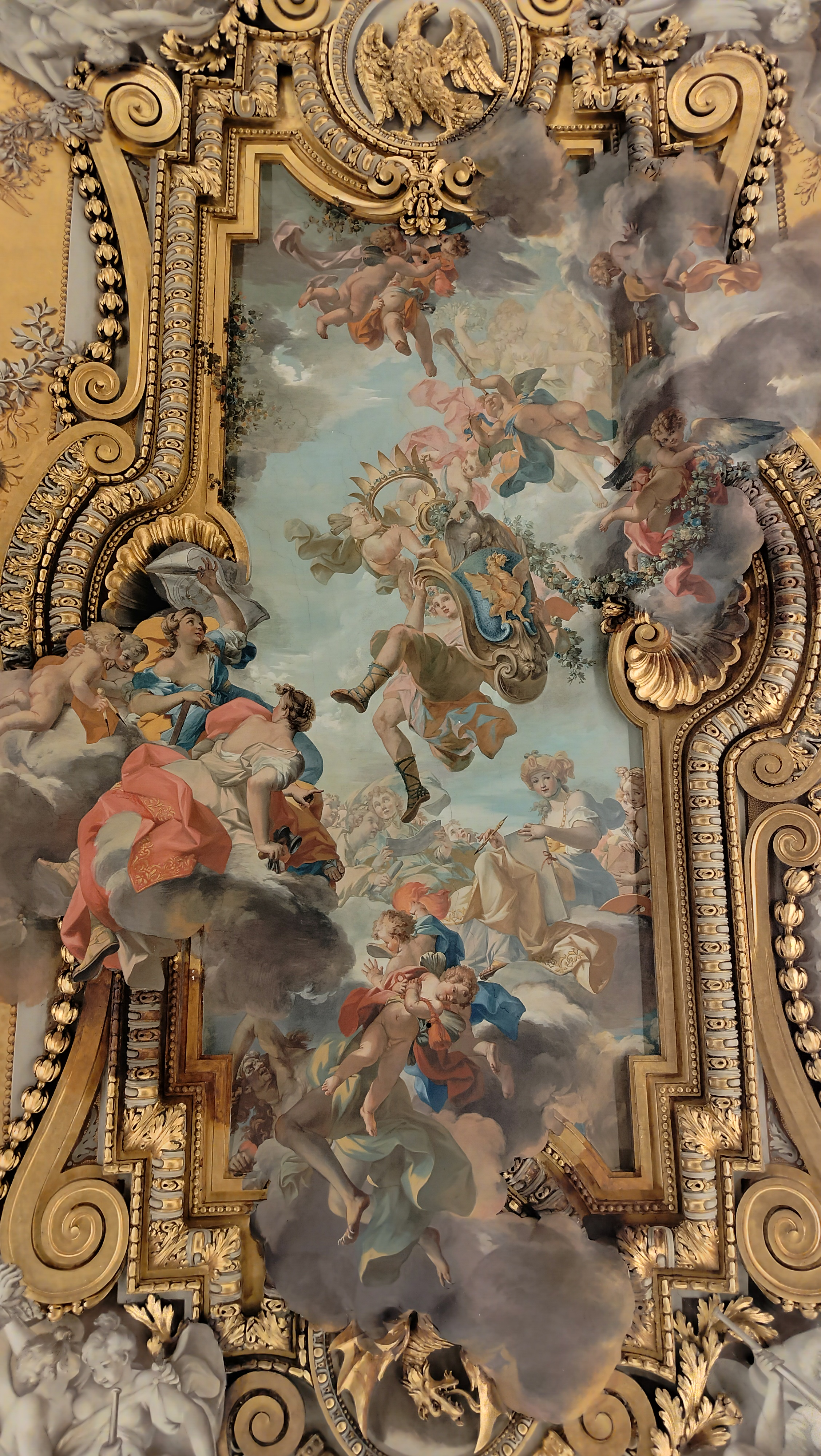
Trionfo di Casa Borghese e dell Arti, affresco di Francesco Caccianiga sulla volta di una sala di palazzo Borghese a Campo Marzio

Per volere di Marcantonio IV, nel corso del secolo tuttavia vi furono diverse opere di ammodernamento che interessarono sia il palazzo in Campo Marzio che la villa Borghese Pinciana, i quali videro un rifacimento delle volte delle sale con diversi cicli di affreschi compiuti da pittori locali con lavori di Mariano Rossi, Francesco Caccianiga, Pietro Angeletti, Domenico De Angelis, Laurent Pêcheux.
In occasione del matrimonio con Anna Maria Salviati, nel 1775, furono organizzati i primi rifacimenti del palazzo in Campo Marzio. Le volte dell'ala occupata dalla cosiddetta Galleria del Cembalo furono quindi decorate con affreschi di Laurent Pécheux (1774), di cui le Nozze tra Amore e Psiche, di Ermenegildo Costantini (1767), con il Trionfo di Casa Borghese e dell Arti, di Francesco Caccianiga (1773) con l'Aurora, di Pietro Angeletti (1773), con la Riconciliazione tra Venere e Minerva con ai lati della volta, per mano di Agapito Vitti, riquadri monocromi con scene dalla Guerra di Troia, e infine ancora del Costantini assieme a Pietro Rotati (1769), con Ebe rapita dal Tempo.

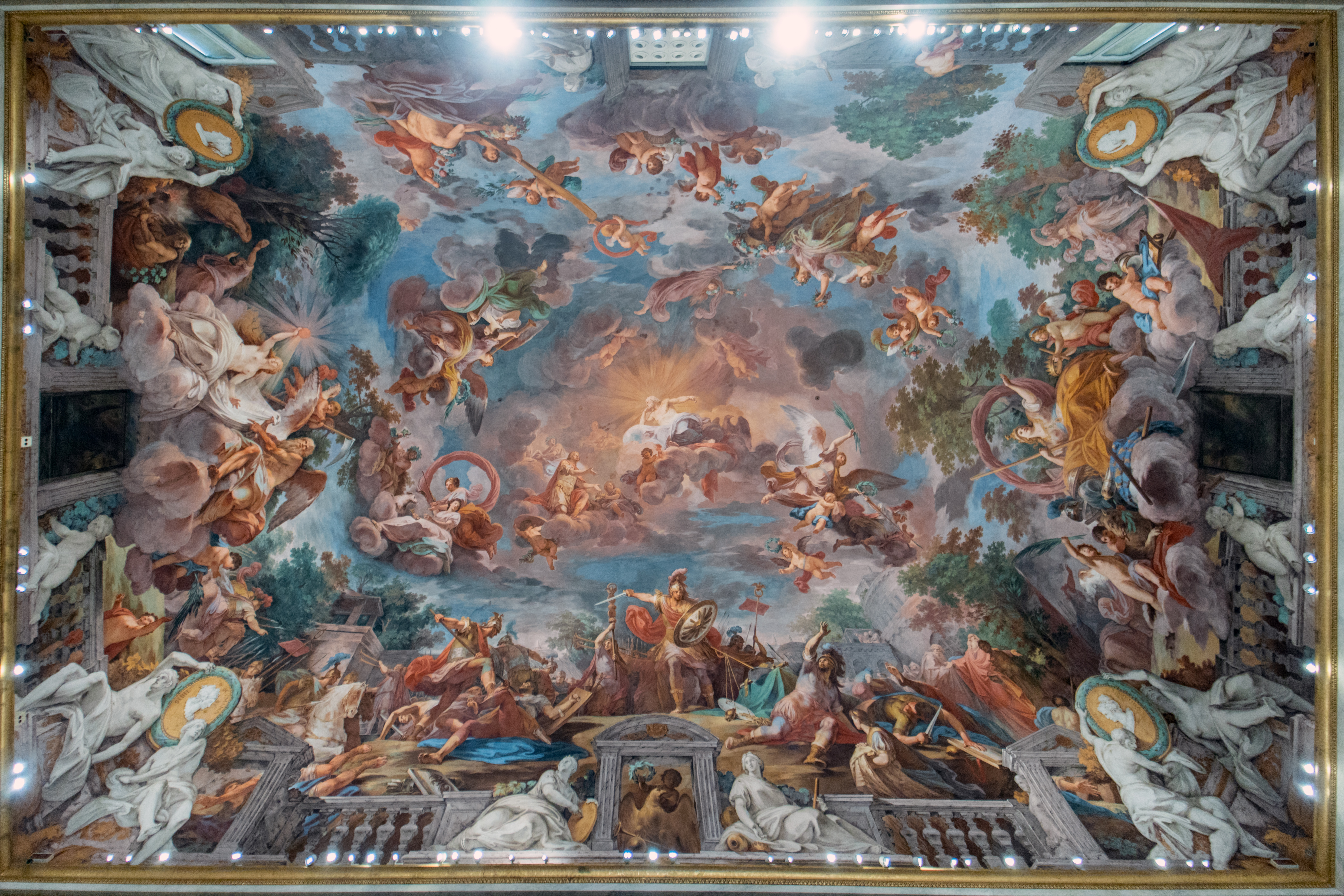
Apoteosi di Romolo accolto da Giove nell'Olimpo, affresco di Mariano Rossi sulla volta del salone d'onore di villa Borghese Pinciana

Tra i cicli più notevoli compiuti nella villa Pinciana, dove rimase superstite della precedente decorazione voluta da Scipione solo il Concilio degli dei di Lanfranco nella sala grande, vi fu invece quello eseguito tra il 1775 e il 1779 da Mariano Rossi, in occasione della nascita del figlio primogenito Camillo, VI principe di Sulmona, con il grande affresco per la volta del salone d'ingresso con l'Apoteosi di Romolo accolto da Giove nell'Olimpo, mentre propizia la vittoria dell'eroe romano Furio Camillo contro i Galli.
Contestualmente a questi interventi decorativi vi fu nel frattempo una riorganizzazione delle collezioni di antichità all'interno della villa, ciò dovuto anche alle nuove acquisizioni di cui si accrebbe la raccolta in quel periodo.
Nel 1781 fu rinvenuta infatti un'altra versione antica (oggi alla Galleria Borghese) dell'Ermafrodito dormiente, che prenderà poi nel primo decennio del secolo seguente il posto della prima ritrovata e acquistata dal cardinale Scipione (quest'ultima già restaurata dal Bernini, a cui si deve l'aggiunta del materasso intorno al 1620, e che confluirà successivamente nel 1807 nel Museo del Louvre). Nel 1792, con gli scavi di via Prenestina, rinvennero  invece circa altre quarantotto opere archeologiche.
Nel 1783 il principe Borghese, con l'ausilio del pittore scozzese Gavin Hamilton e dell'architetto italiano Antonio Asprucci, acquistò invece alcuni dipinti di scuola fiamminga e olandese presso il mercante d'arte Giovanni de' Rossi, tra cui era la Susanna e i vecchioni di Gerrit van Honthorst.

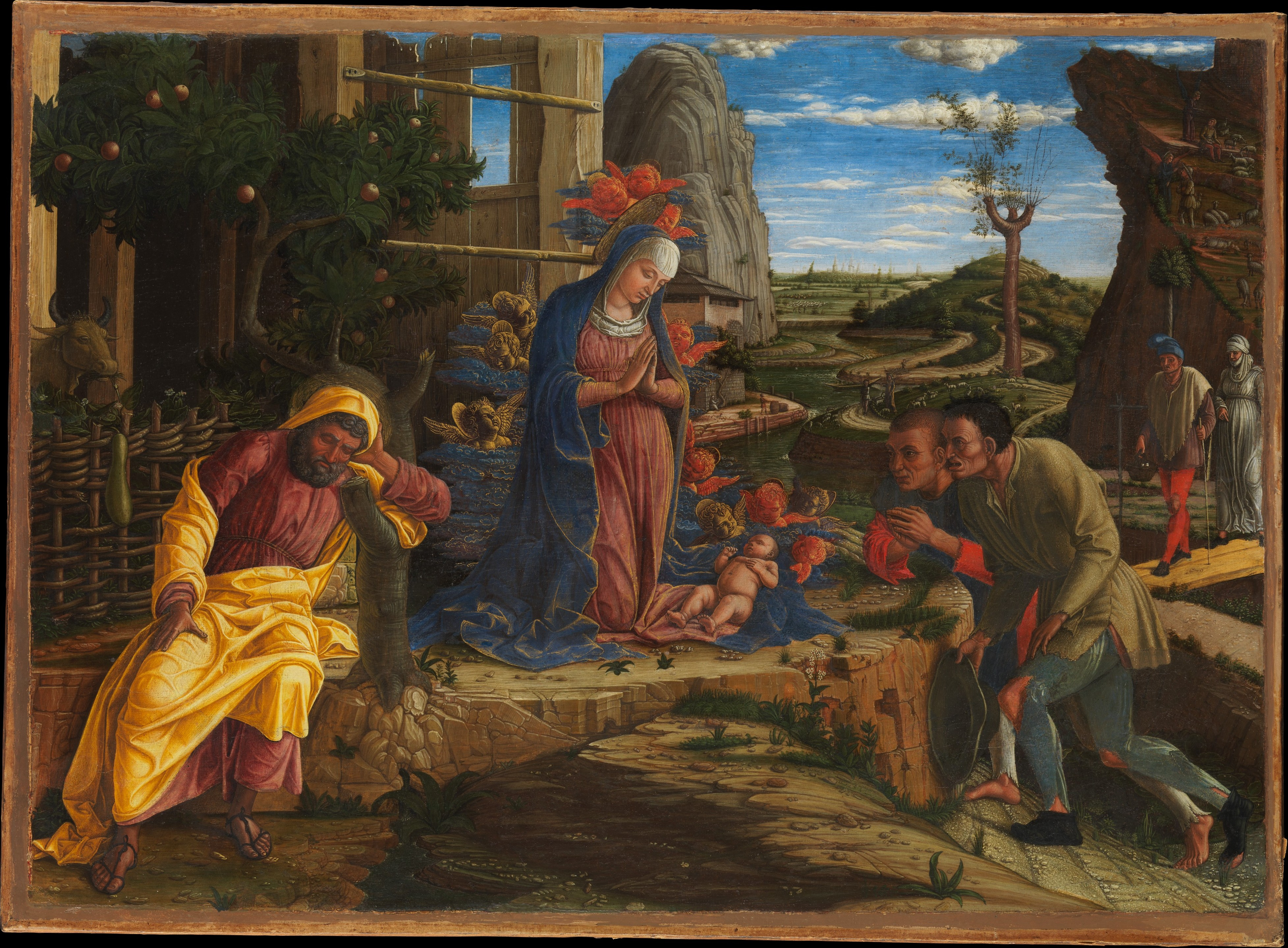
Adorazione dei pastori, Mantegna

Sul finire del Settecento iniziarono i tempi difficili per la famiglia romana, che portarono ai primi dell'Ottocento, su volontà di Marcantonio IV, la dismissione di molti pezzi della raccolta, in particolar modo i reperti archeologici, di cui se ne contavano all'epoca più di cinquecento e che furono ceduti a un mercante parigino (molti di questi hanno poi preso la strada del Louvre), e poi continuati dal figlio Camillo, che sposatosi con Paolina Bonaparte, cederà diversi blocchi della collezione antica direttamente a Napoleone (tra cui la prima versione della scultura antica dell'Ermafrodito).
L'Adorazione dei pastori di Mantegna, la Santa Caterina d'Alessandria di Raffaello, il Festino degli dei di Giovanni Bellini e il Bacco e Arianna del Tiziano giunsero invece in eredità al nipote di Paolo Borghese Aldobrandini, Giovan Battista (morto nel 1802). Il Mantegna e il Raffaello sono dunque registrati tra il 1792 e il 1795 nelle proprietà di Alexander Day, passando di mano in mano fino al MET di New York il primo e alla National Gallery di Londra il secondo, mentre i due baccanali risultano nel 1796 veduti al pittore e mecenate Vincenzo Camuccini (questi, successivamente, in società col fratello Pietro, trasferì la tela di Tiziano ad Alexander Day nel 1807 circa, che poi la cedette a sua volta a Thomas Hamlet nel 1826 per il museo nazionale di Londra, mentre la tela del Bellini fu ereditata alla morte del Camuccini dal nipote di questi, Giovanni Battista, che la vendette definitivamente sul mercato estero intorno al 1855 in favore di Algernon Percy, IV duca di Northumberland, da cui poi passò di erede in erede fino alla cessione definitiva nel 1916 in favore del museo nazionale di Washington).

### Ottocento

#### La collezione sotto Camillo II

##### L'alienazione delle opere antiche verso le collezioni napoleoniche

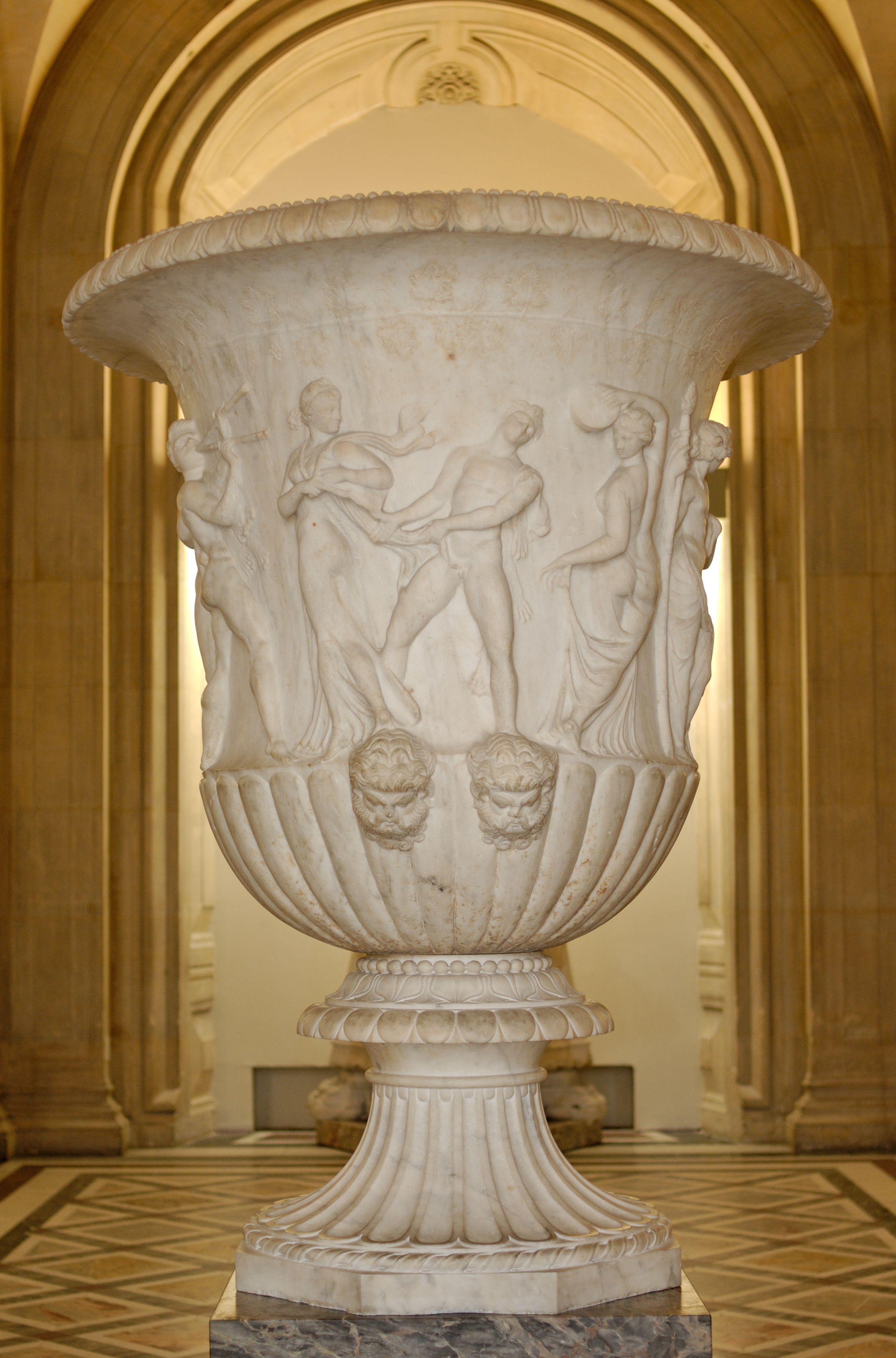
Vaso Borghese

Nel XIX secolo, durante l'occupazione francese, la pressione fiscale aumentò notevolmente per finanziare le campagne napoleoniche, con aggravio sulle famiglie che si erano opposte ai francesi. Di fronte alle pressanti richieste che venivano da Napoleone stesso e dalle pressioni fiscali e politiche dall'amministrazione francese installatasi a Roma, Camillo Borghese, figlio di Marcantonio IV, tra il 1807 e il 1809 fu forzato a vendere una buona parte della sua collezione di statuaria romana a Napoleone per la somma di otto milioni di franchi (secondo lo storico Ferdinand Boyer, Camillo entrò in difficoltà finanziarie a seguito dell'invasione napoleonica e fu costretto a vendere per far fronte alle spese del patrimonio), nonostante la collaborazione fattiva e continuata di Camillo con gli occupanti francesi e il matrimonio con la sorella preferita di Napoleone, Paolina. Il principe Borghese non ottenne neanche tutta la somma pattuita; fu quindi obbligato ad accettare in pagamento terre e diritti minerari in Lazio, requisite all'uopo dai napoleonici, e che vennero restituite ai proprietari con la Restaurazione.

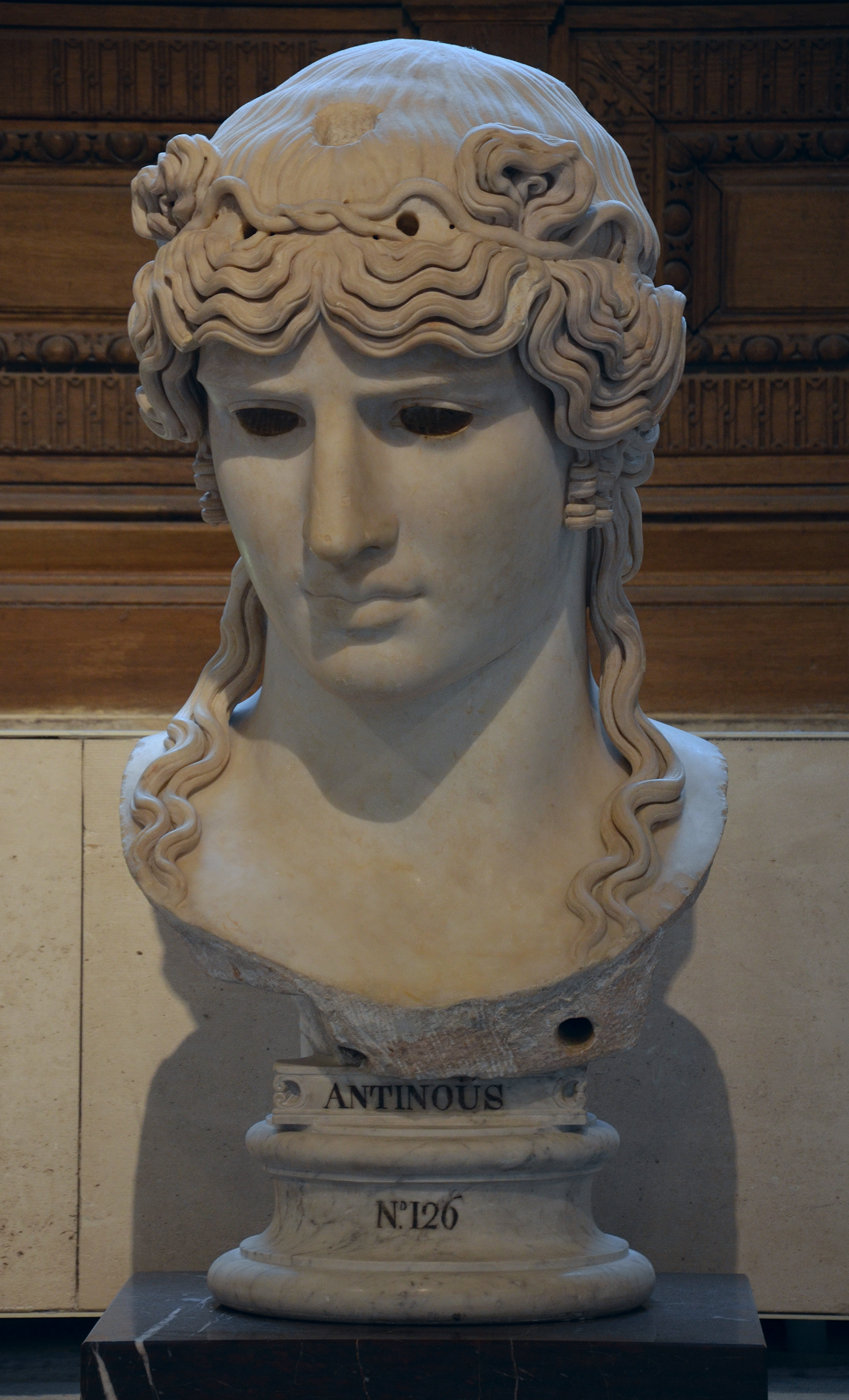
Antinoo Mondragone

Per ovviare al dramma fu emanato l'editto del 1802 da papa Pio VII incentrato sulla conservazione e tutela del patrimonio artistico di Roma, che poneva diverse limitazioni all'alienazione di opere d'arte all'estero, a cui seguirono poi gli atti dell'amministrazione dello Stato Pontificio del 1807 che bloccarono la vendita della collezione Borghese. Diversi studi sono stati pubblicati sulla compravendita, contro la quale si mobilitò tutto il mondo intellettuale dell'epoca. Nello stesso anno Antonio Canova intervenne scrivendo direttamente a papa Pio VII un famoso memoriale contro la vendita dei marmi della collezione Borghese a Napoleone. In esso, lo scultore sollevava molti dubbi sulla legalità e sulla moralità dell'accordo.
Vedendo quei capolavori a Parigi al Louvre nel 1810, Canova disse a Napoleone: «Gran orrore Maestà! Vendere capi d'opera di quella sorta! Quella famiglia sarà disonora finché vi sarà storia!». Ancora, Canova definì la vendita «un’incancellabile vergogna» per quegli stessi Borghese proprietari della «villa più bella del mondo». Fu così che la statuaria romana della collezione Borghese, di cui facevano parte l'Ermafrodito dormiente restaurato dal Bernini, l'Antinoo Mondragone descritto dal Winkelmann, il Gladiatore Borghese, l'Era Borghese, l'Ares Borghese, il Vaso Borghese, che fu rinvenuto nel 1645 presso gli Horti Sallustiani, andarono a costituire il nucleo portante della collezione di statuaria classica del Musee Napoleon, oggi chiamato Louvre. Della collezione Borghese vennero vendute circa 700 pezzi, di cui 170 bassorilievi, 160 busti, 30 colonne e diversi vasi.
Restaurato il governo pontificio con il Congresso di Vienna, Camillo Borghese cercò in tutti i modi di recuperare la propria raccolta di antichità. Nel 1815 solo una piccola parte di questi pezzi fu restituita ai Borghese, a causa, probabilmente, del mancato pagamento del prezzo. I tentativi di restituzione della collezione andarono a vuoto anche per via della mancanza di supporto del governo pontificio al principe collaboratore di Napoleone. Antonio Canova, incaricato intanto da papa Pio VII di reperire le opere romane sottratte dalle spoliazioni napoleoniche, proverà a trasferire a Roma anche quelle della collezione Borghese; tuttavia il contratto di vendita stipulato tra Camillo e Napoleone impedì di considerare le opere come espropriate.

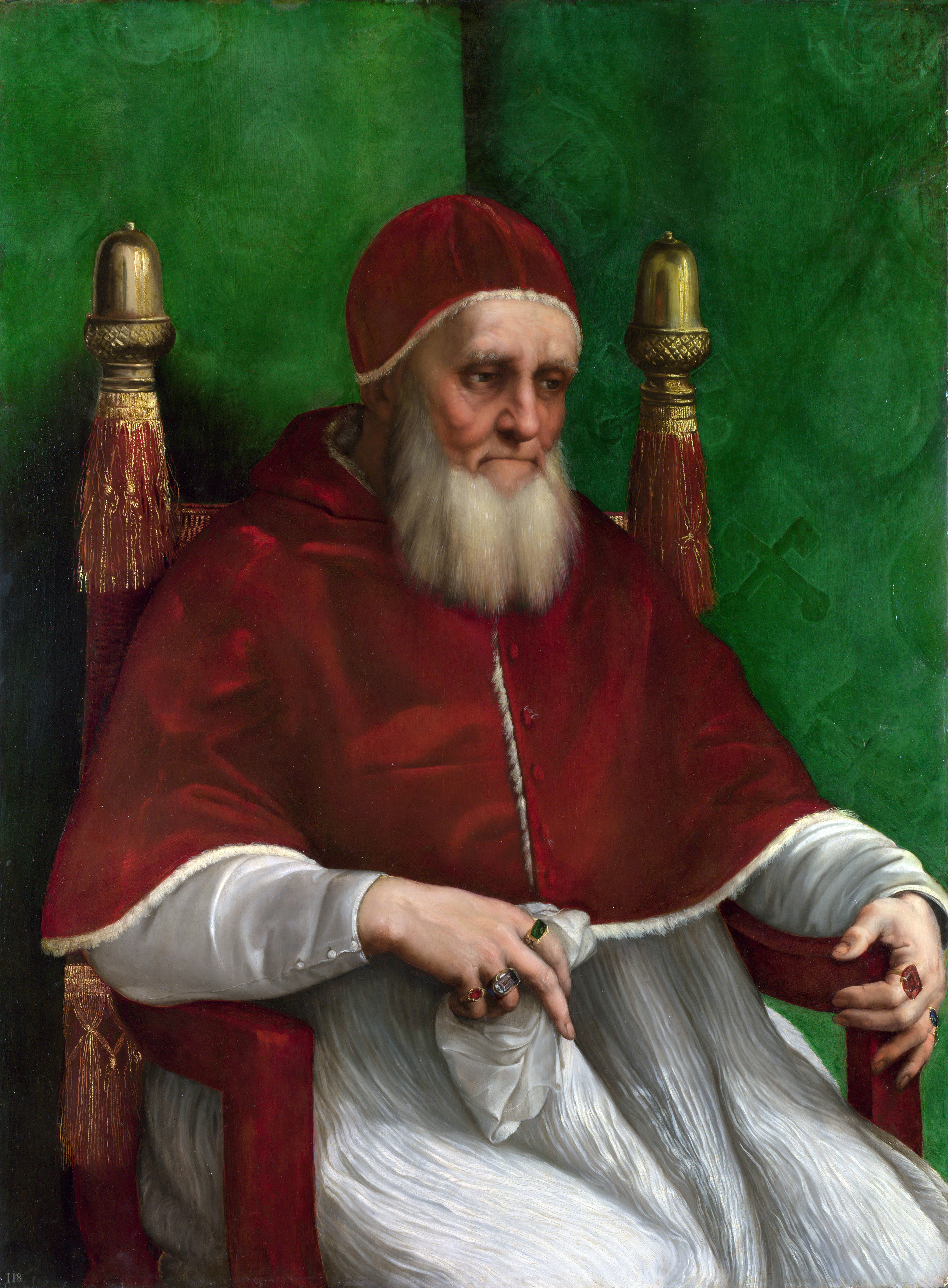
Ritratto di Giulio II, Raffaello

##### La vendita delle opere pittoriche
In un contesto in cui si attuavano le spoliazioni napoleoniche in tutta Italia, i Borghese, così come le altre famiglie della'ristocrazia romana, furono costretti a lasciare le loro opere d'arte più preziose a causa delle imposizioni dei regnanti francesi: l'antiquario inglese W. Buchanan scriveva nel 1824 che Napoleone aveva «imposto grandi somme di denaro sui principi e la nobilità ( [...] ) che si era opposta alle sue armate, e quando vedeva che queste venivano pagate, rinnovava le sue richieste finché pensava che i proprietari di opere d'arte detenessero ancora dei tesori antichi: questa fu la sorte dei Principi Colonna, Borghese, Barberini, Chigi, Corsini, Falconieri, Lancellotti, Spada con molte delle famiglie nobili di Roma, vennero forzati... a vendere i loro dipinti... per provare che non disponessero più dei mezzi per sostenere queste pesanti e continue tassazioni». Tra le prime opere pittoriche a lasciare l'inventario dei Borghese vi fu, nel 1801, il dipinto di Caravaggio della Cena in Emmaus, oggi a Londra, che fu ceduto ad un antiquario di Parigi, monsieur Durand, e successivamente il Ritratto di Giulio II di Raffaello, messo probabilmente sul mercato e acquistato da un antiquario inglese, così da entrare nella British Gallery nel 1823, dove da allora si trova.
Quella del Ritratto a Giulio II non fu l'unica opera venduta di Raffaello durante gli anni della rivoluzione francese: allo stesso arco di tempo risalgono le dismissioni di altre opere come le Tre Grazie (oggi al Museo Condé di Chantilly) e il Sogno del Cavaliere e la Santa Caterina d'Alessandria (oggi alla National di Londra).
Un altro importante numero di quadri fu invece venduto al re di Prussia Federico Guglielmo III nel 1829, tra cui la Madonna col Bambino tra i santi Girolamo e Francesco sempre di Raffaelo (cosiddetta Madonna Borghese). 

##### Le ultime acquisizioni artistiche

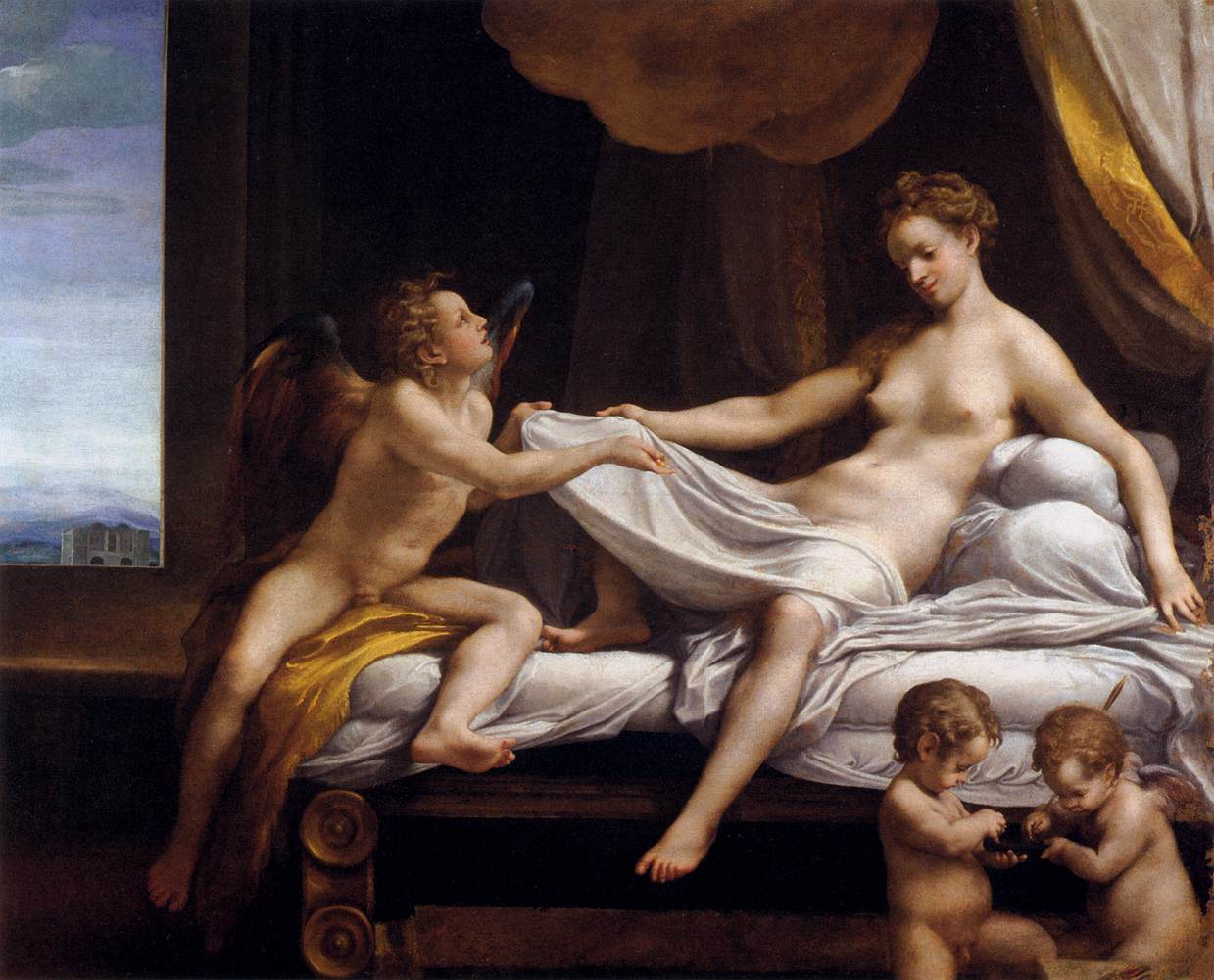
Danae, Correggio

Il principe Camillo Borghese non restò comunque immobile dinanzi al tacito obbligo di dismissione di parte della collezione in favore di Napoleone, ma bensì si mosse per cercare anche di ripristinare il valore artistico della raccolta con l'immissione di pezzi nuovi prelevati dal mercato d'antiquariato; s'impegnò poi a restaurare i guasti delle spoliazioni napoleoniche organizzando presso la villa Pinciana un nuovo allestimento espositivo in ordine alle opere rimaste nella raccolta, ripensando anche un secondo accesso alla villa, aperto direttamente da piazza del Popolo. Oltre ad alcune opere perse nel 1807 e di cui riuscì a riprendere possesso, come la Minerva in atto di abbigliarsi di Lavinia Fontana, riacquistata nel 1816, la più pregevole che entrò nel catalogo Borghese fu quella che il principe comprò nel 1827 presso un antiquario di Parigi, ossia la Danae del Correggio.

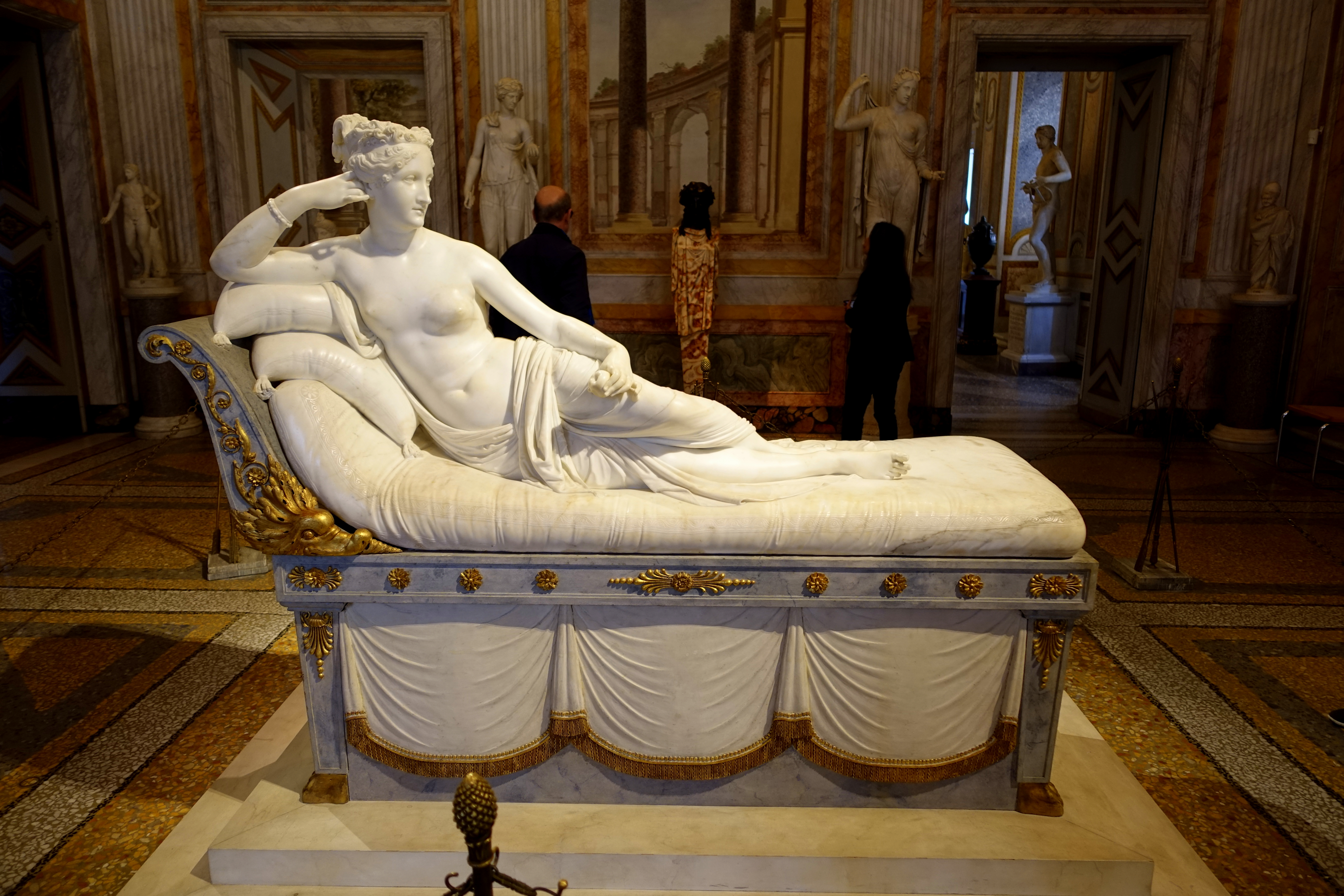
Paolina Borghese come Venere vincitrice, Antonio Canova

Inoltre sempre a Camillo si deve anche la commissione ad Antonio Canova della Paolina Bonaparte come Venere vincitrice, che andò a riempire lo spazio vuoto lasciato nella "sala del Vaso" della villa Pinciana, chiamata così in quanto un tempo ornata dal vaso Borghese, poi prelevato e esposto nel Louvre intorno al 1807. Nel 1832 intanto Camillo muore e successivamente (tra il 1834 e il 1835) vengono rinvenute altre opere a Monte Calvo in Sabina durante gli scavi di una villa romana avviati dieci anni prima.
Nel 1837 invece la villa Aldobrandini di Frascati ritornò a portare il nome dei suoi antichi proprietari, il cui nome fu ricostituito nel 1816 grazie al fidecommesso di secondogenitura richiesto dai Borghese nel Settecento, che ha consentito, tramite Camillo Borghese Aldobrandini, secondo figlio maschio di Francesco Borghese, VII principe di Sulmona, di ereditare e ripristinare i titoli e successi Aldobrandini.

#### La vendita di opere scultoree della fine del XIX secolo
Caduto l'impero napoleonico negli anni 30, al fine di evitare ulteriori dispersioni, nel 1833 il principe Francesco Borghese firmò un accordo che rendeva tutta la raccolta inalienabile attraverso un altro fidecommesso, che di fatto rinnovava il primo stilato da Scipione Borghese nel 1633, coprendo tutte le opere mobili e immobili presenti nella villa. La collezione intanto si arricchì di ulteriori pezzi rinvenuti nelle dimore familiari sparse per il territorio pontificio, come a Torrenova, nel 1834, dove fu ritrovato il Mosaico del gladiatore, databile al 320 d.C. (oggi alla Galleria Borghese). Nel 1838 Marcantonio V Borghese, principe di Sulmona e figlio di Francesco, ereditò dal padre 14.000 ettari nell’Agro romano, che poi poco dopo diventano oltre 20.000 ettari con l’acquisto del grande feudo di Nettuno e di alcuni feudi nel viterbese.

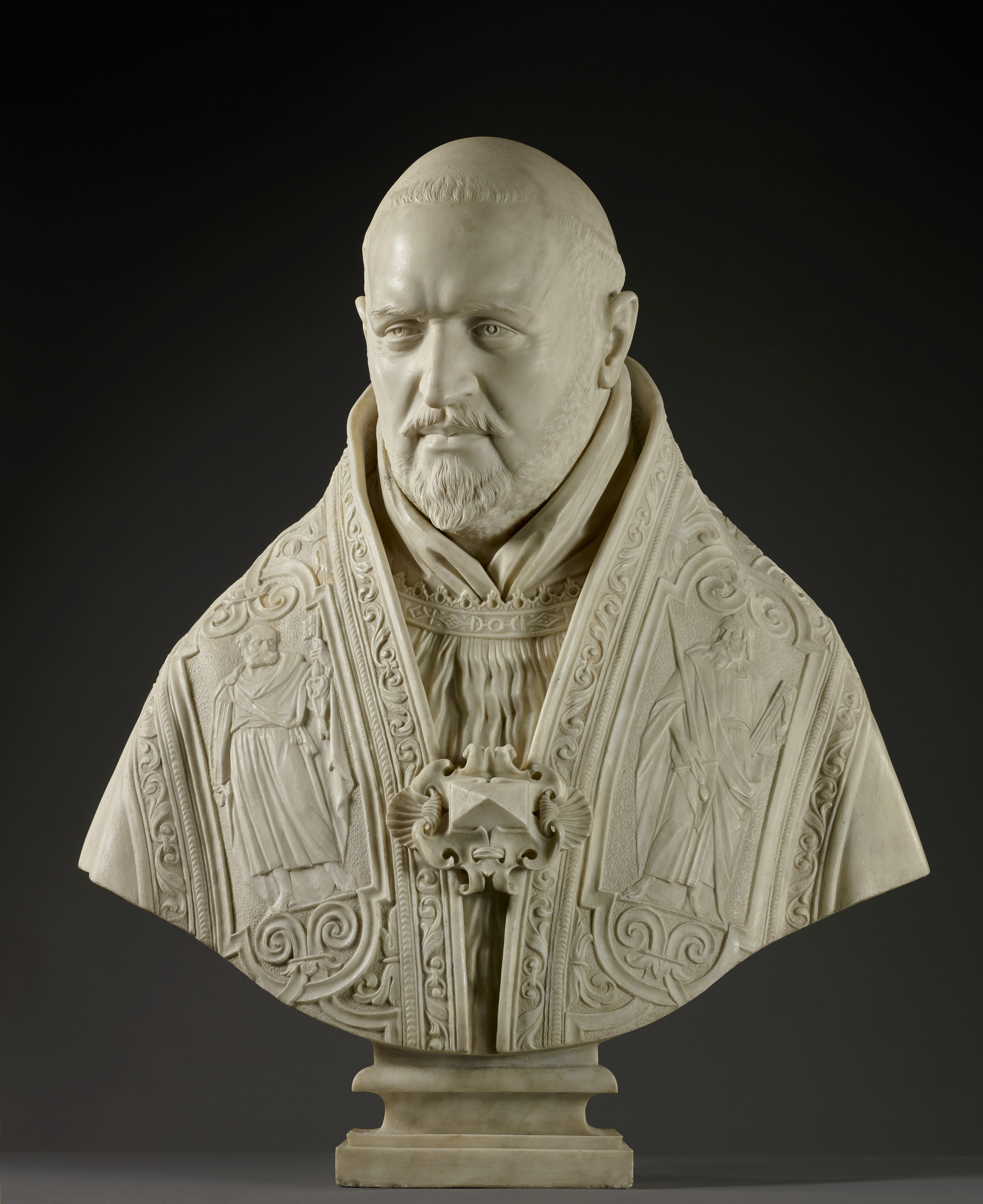
Busto di Paolo V, Gian Lorenzo Bernini

Un primo aspetto museale della galleria si consolidò già nel 1841 con il regolamento di visita della collezione, seppur molte opere rimasero sparpagliate tra i vari possedimenti familiari (verranno poi raggruppate e ricollocate nella Villa Borghese Pinciana solo nel Novecento).
Fino al 1880 ci fu una crescita costante della rendita agricola di casa Borghese. Così Marcantonio riuscì a conservare un tenore di vita degno per sé e per i suoi dieci figli avuti dai due matrimoni (con la nobile inglese Gwendoline Catherine Talbot e con la nobile francese Thérèse de La Rochefoucauld). L’adozione del codice civile italiano nel 1865 e il diverso regime fiscale misero tuttavia in crisi i possedimenti familiari negli anni a venire.
Alla morte di Marcantonio V Borghese (nel 1886), fu erede il primogenito Paolo, che per un “patto di famiglia” amministra tutti i beni fondiari e immobiliari, anche dei fratelli. Per di più i vari membri della famiglia, nell'ansia di diversificare gli investimenti e di partecipare ai grandi guadagni della “febbre edilizia”, combinarono vari guai finanziari che portarono nel giro di pochi anni, tra il 1886 e il 1891, i Borghese ad accumulare debiti per oltre 11 milioni di lire. Dal 1888 i successori di Francesco Borghese, su tutti proprio il principe Paolo, ripresero la vendita di alcune opere del patrimonio di famiglia non vincolate dal fidecommesso (o comunque non è stato appurato se i termini del fidecommesso Borghese fossero stati sciolti per consentire la vendita di alcune di queste opere su cui inizialmente vigeva il vincolo), dunque le tre ville di Frascati e nel 1892 all'asta il grande palazzo romano. Di contro si salvò dalla vendita in questa fase il complesso dei dipinti più celebri e delle statue più famose, conservati nelle dodici sale della quadreria di palazzo in Campo Marzio, che iniziarono ad esser trasferiti al piano nobile della villa Pinciana.
Furono invece vendute nel 1891 all'americano Luther Kountze due opere di Pietro Bernini (queste erano certamente in principio entro il fidecommesso Borghese) e commissionate dal cardinal Borghese nel 1616, poste originariamente all'entrata della vigna di porta Pinciana: Primavera e Autunno. Le due opere sono conservate al museo MET di New York dal 1990. Due busti di papa Paolo V realizzati da Gian Lorenzo Bernini, su commissione diretta dello stesso papa e conservati presso la "galleria" di villa Borghese, vennero alienati invece in un’asta tenuta a Roma tra il 13 e il 24 marzo 1893, assieme ad altre opere d’arte della collezione Borghese. Un busto passò in una collezione privata a Vienna, ma dalla fine del XIX secolo se ne sono definitivamente perse le tracce; venne poi riscoperto e riattribuito a Gian Lorenzo Bernini da Francesco Petrucci, uno dei massimi esperti berniniani, e si trova ora al Getty Museum di Malibù. Un secondo busto, in bronzo, fu invece venduto nel 1892 ed è confluito poi a Copenaghen, Staten Museum for Kunst. Altre due opere di Pietro Bernini provenienti da Villa Borghese sono infine giunti a Bergamo all'Accademia Carrara: la Virtù sottomette il Vizio, con l'aquila borghese in basso a sinistra, e l'Andromeda, citata nei giardini della villa.
Nel 1895, altre sculture ancora furono invece acquistate da Carl Jacobsen e si conservano oggi alla Ny Carlsberg Glyptotek a Copenaghen. Nel 1899 il barone Rothschild provò ad acquistare, senza riuscirci, l'Amor sacro e Amor profano di Tiziano per una cifra pari a 4 milioni di lire.

### Novecento e Duemila

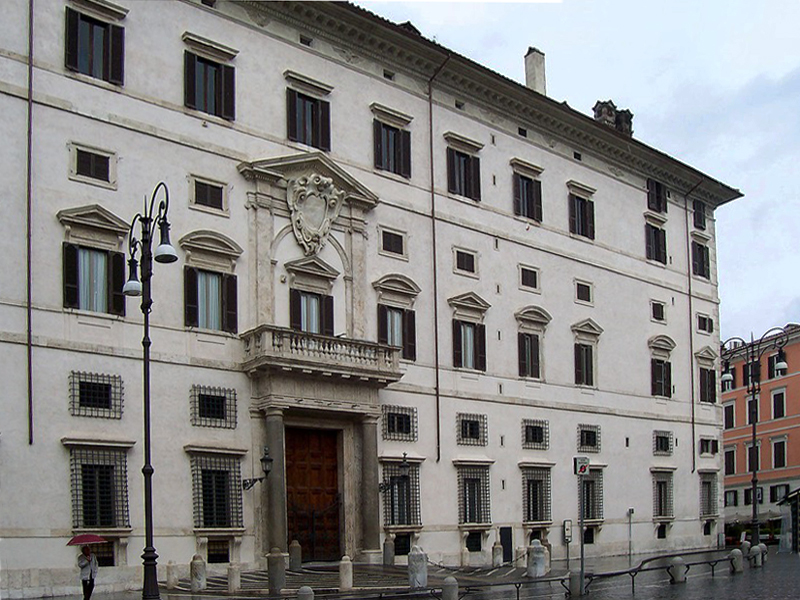
Palazzo Borghese in Campo Marzio

Nel 1902, quando le finanze dei Borghese subirono un severo tracollo, le collezioni furono acquistate dallo Stato italiano per 3,6 milioni di lire, contro una richiesta iniziale da parte del principe Paolo di 20 milioni, che nell'occasione prelevò per ulteriori 3 milioni anche la villa Pinciana, mentre l'unità tra il giardino e l'edificio si perse già nel 1903, quando lo Stato vendette lo spazio verde al Comune di Roma. L'intero archivio Borghese fu invece acquistato dal Papa Leone XIII ed oggi è conservato presso l'Archivio apostolico vaticano. La collezione contava una delle più importanti raccolte archeologhe di Roma, con circa 350 pezzi dislocati tra le varie proprietà della famiglia; gran parte delle opere pittoriche e archeologiche che oggi costituiscono il museo della Galleria Pinciana provengono sia dalla villa stessa che anche dalla residenza dl Borgo e dal palazzo Borghese nei pressi di via del Corso, dov'era disposta fino ai primi del Novecento, in quest'ultima sede, gran parte della quadreria, tra cui la Pala Baglioni di Raffaello, la Caccia di Diana e la Sibilla cumana di Domenichino, il Ratto d'Europa del Cavalier d'Arpino, nonché alcune Madonne di Francesco Francia, Lorenzo di Credi, Andrea del Sarto, Lorenzo Lotto, Giulio Romano, la Danae di Correggio, l'Educazione di Amore e l'Amor sacro e Amor profano di Tiziano, il Cristo in croce di van Dyck e una Deposizione di Rubens.
Nel 1908 fu riacquistato dallo Stato il Ratto di Proserpina di Gian Lorenzo Bernini e ricollocato nello stesso anno presso la Galleria Borghese.
Nel 1911 Anna Maria De Ferrari, moglie di Scipione Borghese, fratello che sarà erede di Paolo dopo la sua morte nel 1920, riacquistò all'asta pubblica una parte del palazzo di Campo Marzio, che tornò in proprietà della famiglia, oltre alle grandi tenute di Torrenova, Borghesiana e Pantano Borghese.
Nel 2008 fu rinvenuto in un'asta a Londra la tela della Danza campestre di Guido Reni (acquistato dallo Stato italiano per la Galleria), già appartenente alla collezione di Scipione Borghese e venduta probabilmente nel XIX secolo. Nel 2018 sul mercato antiquario è comparso invece il Ritratto del Principe Camillo Borghese in abiti napoleonici dipinto da François Gérard, allievo di Jacques-Louis David: il dipinto proviene direttamente dagli eredi Borghese ed è stato venduto alla Frick Collection di New York, dopo un'errata autorizzazione all'esportazione delle Belle Arti di Bologna.

## Elenco delle opere (non completo)

### Opere archeologiche

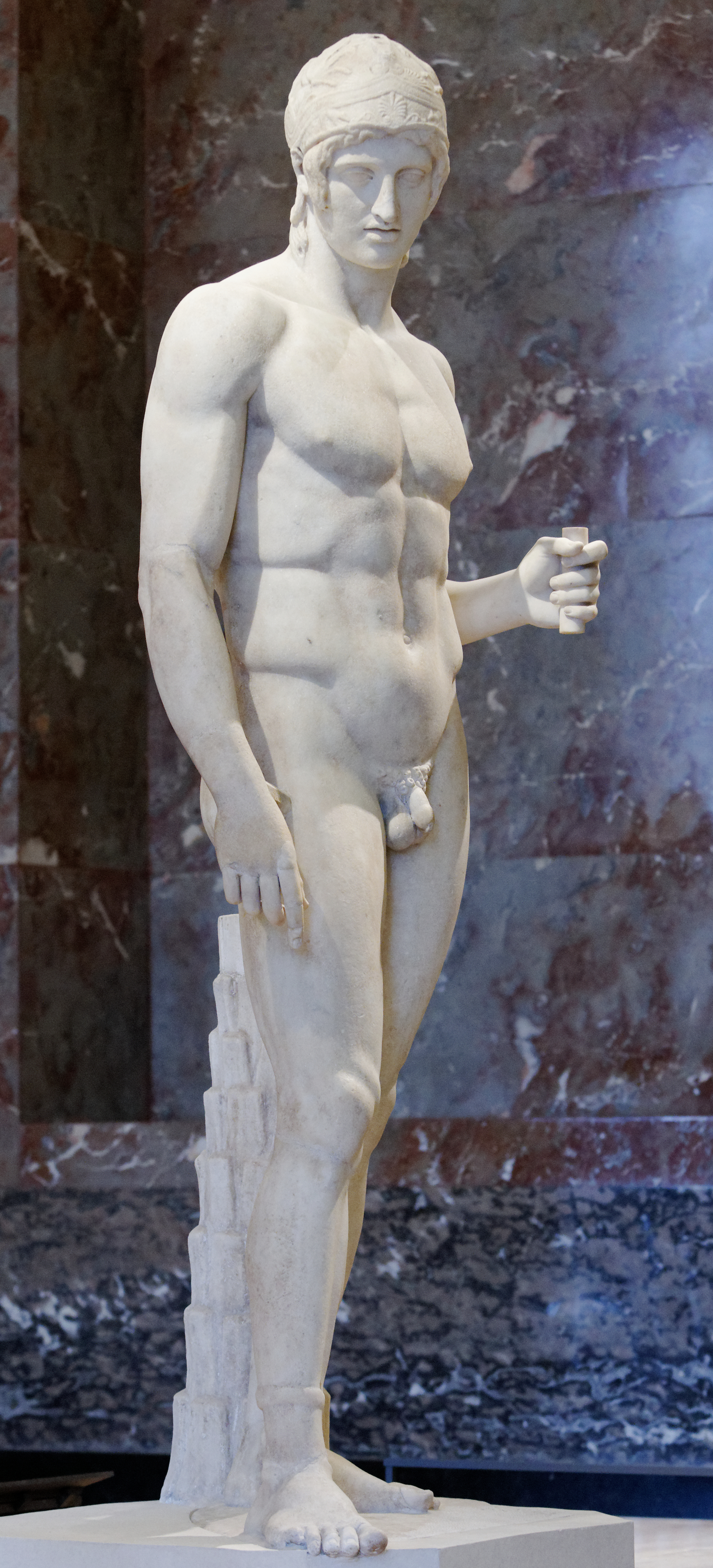
Ares Borghese

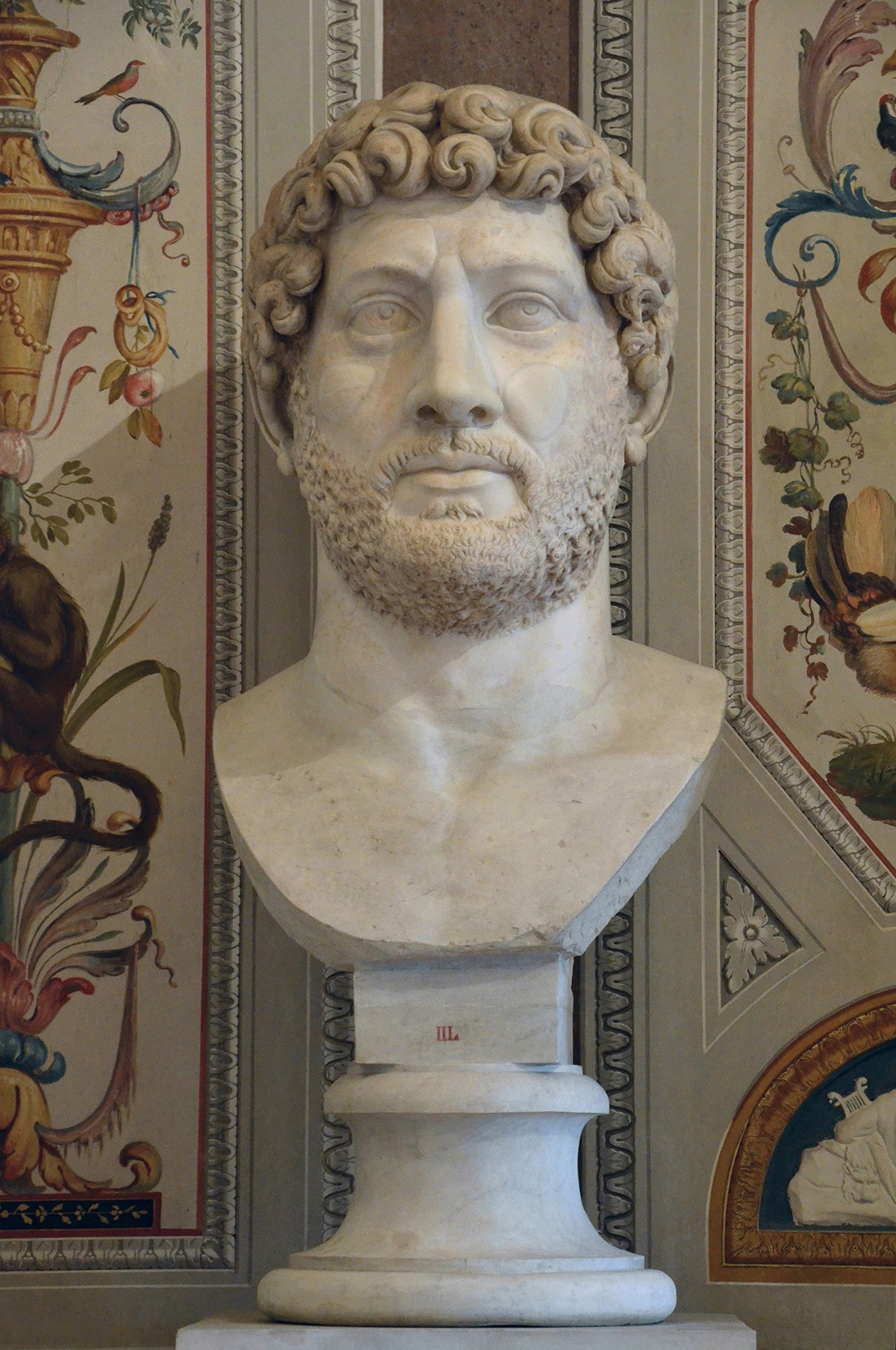
Busto colossale di Adriano

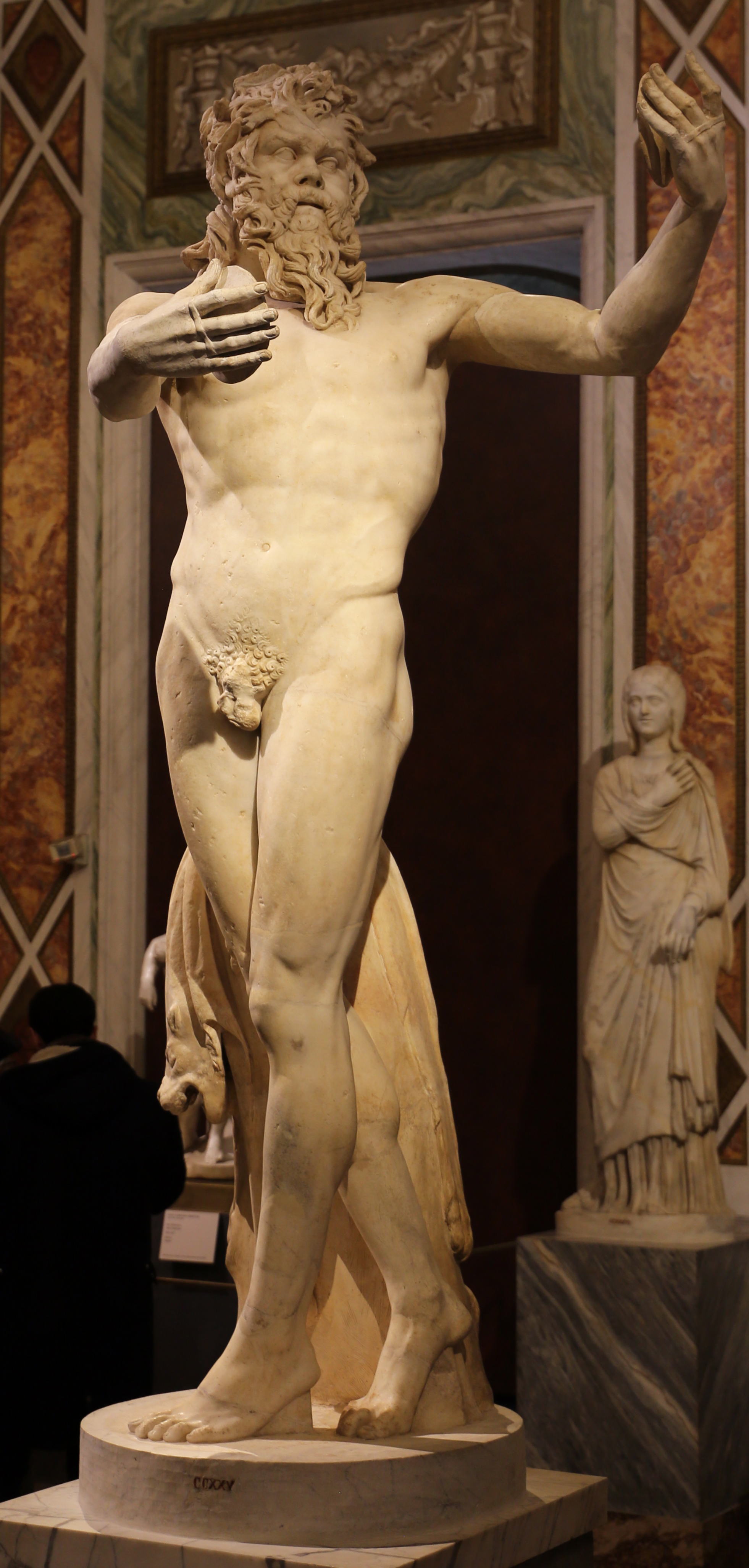
Satiro danzante

- Afrodite ammantata con delfino, II sec. d. C., Galleria Borghese, Roma
- Afrodite seduta con Eros, II sec. d.C., Galleria Borghese, Roma
- Afrodite tipo Capitolino, II sec. d.C., Museo del Louvre, Parigi
- Afrodite (tipo Medici) con Erote su delfino, II sec. d.C., Galleria Borghese, Roma
- Antinoo Mondragone, Museo del Louvre, Parigi
- Apollo sauroctono, Museo del Louvre, Parigi
- Ares Borghese, Museo del Louvre, Parigi
- Artemide, II sec. d. C., Galleria Borghese, Roma
- Artemide (tipo Borghese), II sec. d. C., Galleria Borghese, Roma
- Asclepio e Telesforo, II sec. d.C., Galleria Borghese, Roma
- Atleta che si versa dell'olio, II sec. d.C., Museo del Louvre, Parigi
- Barbaro cattivo, II sec. d. C., Museo del Louvre, Parigi
- Barbari prigionieri (x2), Galleria Borghese, Roma
- Busto colossale di Adriano, II sec. d. C., Galleria Borghese, Roma
- Busto di Tito giovane, I sec. d. C., Galleria Borghese, Roma
- Centauro domato da Amore, Museo del Louvre, Parigi
- Coppia imperiale come Marte e Venere, II sec. d.C., Museo del Louvre, Parigi
- Dionisio, II sec. d. C., Galleria Borghese, Roma
- Dionisio con pantera, II sec. d. C., Galleria Borghese, Roma
- Era Borghese, Museo del Louvre, Parigi
- Ermafrodito dormiente, Galleria Borghese, Roma
- Ermafrodito dormiente, Museo del Louvre, Parigi
- Eros e Psiche, II sec. d.C., Museo del Louvre, Parigi
- Germanico, II sec. d.C., Museo del Louvre, Parigi
- Giunone, II sec. d.C., Museo del Louvre, Parigi
- Gladiatore Borghese, Museo del Louvre, Parigi
- Leda col cigno, II sec. d.C., Galleria Borghese, Roma
- Lupo con Romolo e Remo, Museo del Louvre, Parigi
- Meleagro, II sec. d. C., Galleria Borghese, Roma
- Mosaico del gladiatore, I sec. d.C., Galleria Borghese, Roma
- Ninfa con bacino, II sec. d.C., Galleria Borghese, Roma
- Niobe (restaurata come Psiche), II sec. d.C., Museo del Louvre, Parigi
- Paride, I sec. d.C., Galleria Borghese, Roma
- Satiro, I sec. d. C., Galleria Borghese, Roma
- Satiro allegro che suona il flauto, II sec. d.C., Museo del Louvre, Parigi
- Satiro che suona il flauto, II sec. d.C., Museo del Louvre, Parigi
- Satiro combattente, II sec. d.C., Galleria Borghese, Roma
- Satiro danzante, II sec. d.C., Galleria Borghese, Roma
- Satiro in riposo, II sec. d.C., Galleria Borghese, Roma
- Satiro su delfino, II sec. d.C., Galleria Borghese, Roma
- Satiro versante, II sec. d.C., Museo del Louvre, Parigi
- Seneca morente, Museo del Louvre, Parigi
- Statua dell'imperatore Claudio, II sec. d.C., Museo del Louvre, Parigi
- Statua di Dacio barbuto, II secolo d.C., porfido rosso e marmo bianco, Museo del Louvre, Parigi
- Statua di Menade, II sec. d. C., Galleria Borghese, Roma
- Statua eroica come Ottavio, I sec. d.C., Museo del Louvre, Parigi
- Statua eroica come Giulio Cesare, I sec. d.C., Museo del Louvre, Parigi
- Tripede delle tre ninfe, II d.C., Museo del Louvre, Parigi
- Vaso Borghese, Museo del Louvre, Parigi
- Venere armata con Eros, II sec. d.C., Museo del Louvre, Parigi
- Venere genitrice, I sec. d.C., Galleria Borghese, Roma
- Zeus dio dell'Olimpo, II sec. d.C., Museo del Louvre, Parigi
- Zingara, Museo del Louvre, Parigi (in deposito dalla Reggia di Versailles)

### Sculture

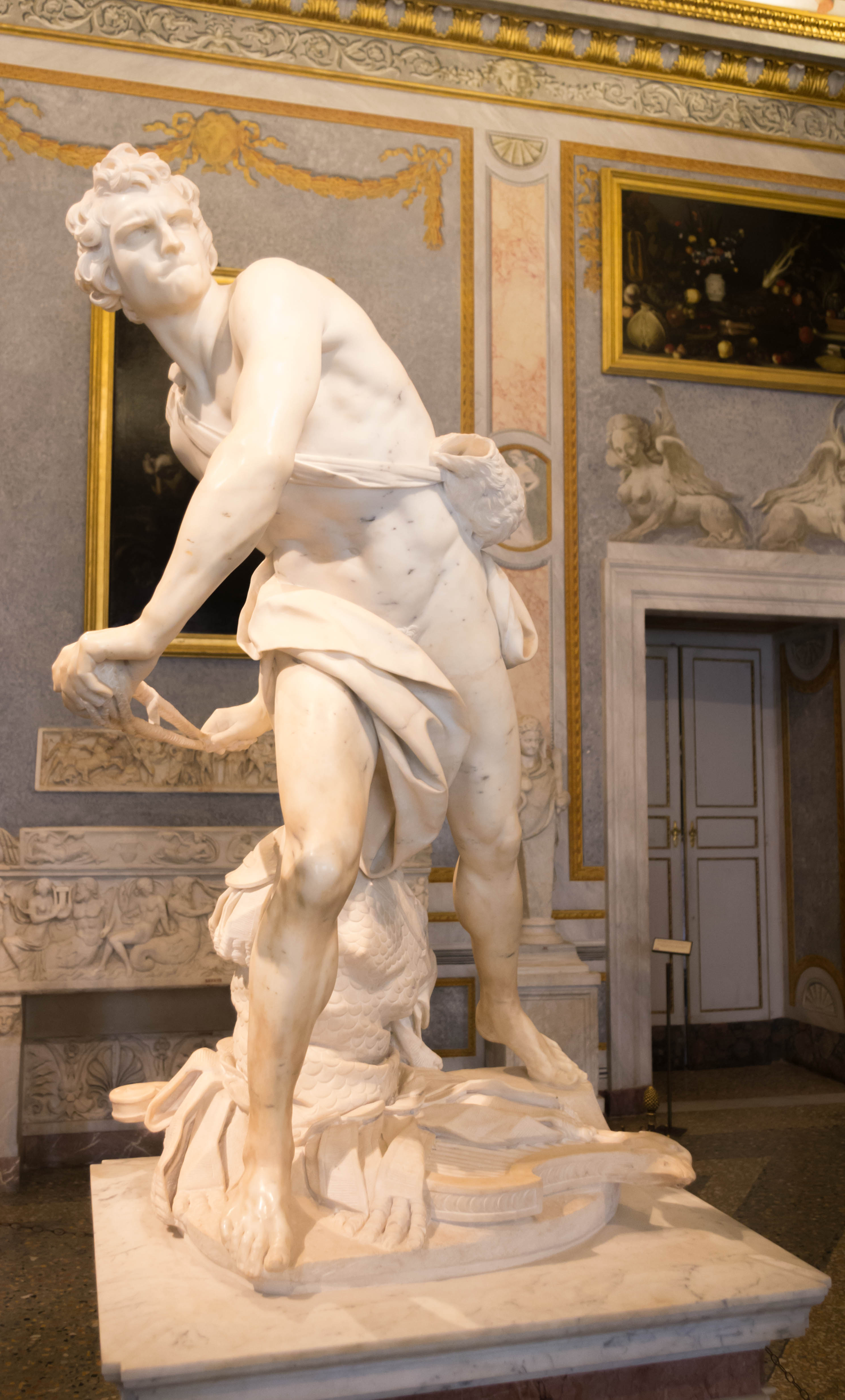
David, Gian Lorenzo Bernini

- Alessandro Algardi, Il Sonno, 1635 ca., marmo nero, Galleria Borghese, Roma (commissionato da Marcantonio II Borghese, una versione coeva in marmo bianco era in collezione Spada, oggi nella Galleria omonima)
- Antonio Canova, Paolina Borghese come Venere Vincitrice, Galleria Borghese, Roma
- Nicolas Cordier, Zingarella, Galleria Borghese, Roma
- Gian Lorenzo Bernini, Apollo e Dafne, Galleria Borghese, Roma
- Gian Lorenzo Bernini, Busto di Scipione Borghese (x2), Galleria Borghese, Roma
- Gian Lorenzo Bernini, Busto di Papa Paolo V, Galleria Borghese, Roma
- Gian Lorenzo Bernini, Busto di Papa Paolo V, Getty Museum, Los Angeles
- Gian Lorenzo Bernini, Busto di Papa Paolo V, Statens Museum for Kunst, Copenaghen
- Gian Lorenzo Bernini, Capra Amaltea, Galleria Borghese, Roma
- Gian Lorenzo Bernini, David, Galleria Borghese, Roma
- Gian Lorenzo Bernini, Enea, Anchise e Ascanio, Galleria Borghese, Roma
- Gian Lorenzo Bernini, Ratto di Proserpina, Galleria Borghese, Roma (confluito nella collezione Ludovisi nel 1621 per donazione di Scipione Borghese al cardinale Ludovico, dove rimase fino al 1908)
- Pietro Bernini, La virtù sottomette il vizio, 1615 ca., Accademia Carrara, Bergamo
- Pietro Bernini, Marco Curzio che si getta nella voragine, Galleria Borghese, Roma
- Pietro Bernini, Priapo, Metropolitan Museum of Art, New York
- Pietro Bernini, Primavera come Flora, Metropolitan Museum of Art, New York
- Guillaume-Antoine Grandjacqet, Iside, 1779-1781, Museo del Louvre, Parigi

### Pitture

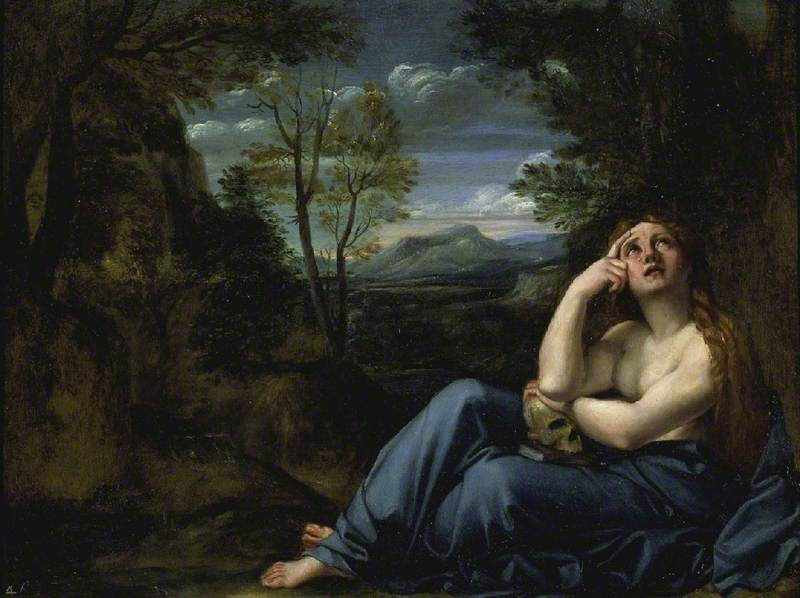
Annibale Carracci, Paesaggio con Maddalena penitente

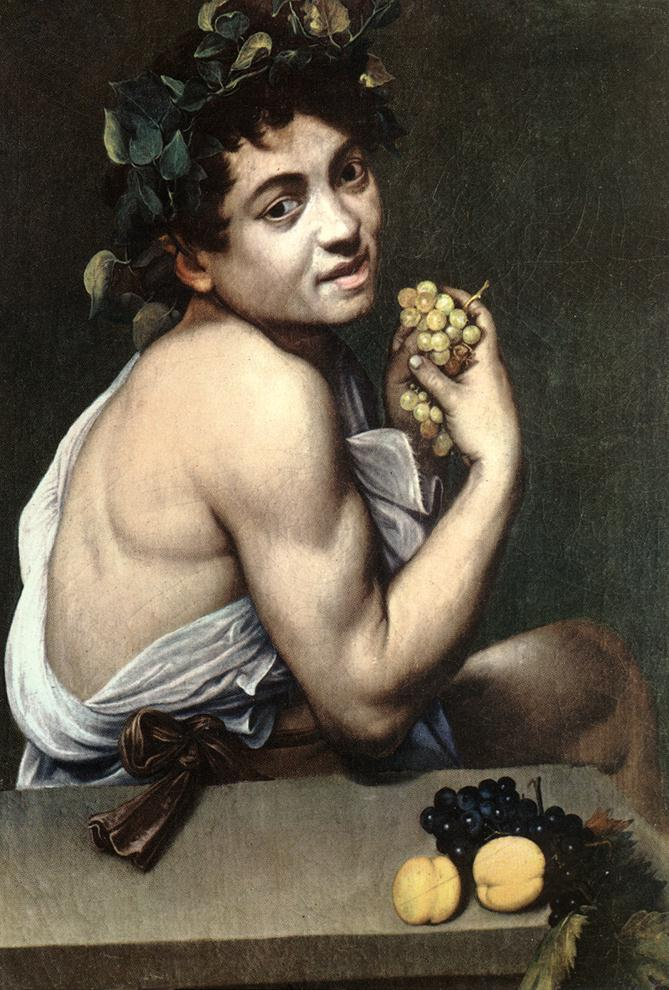
Caravaggio, Bacchino malato

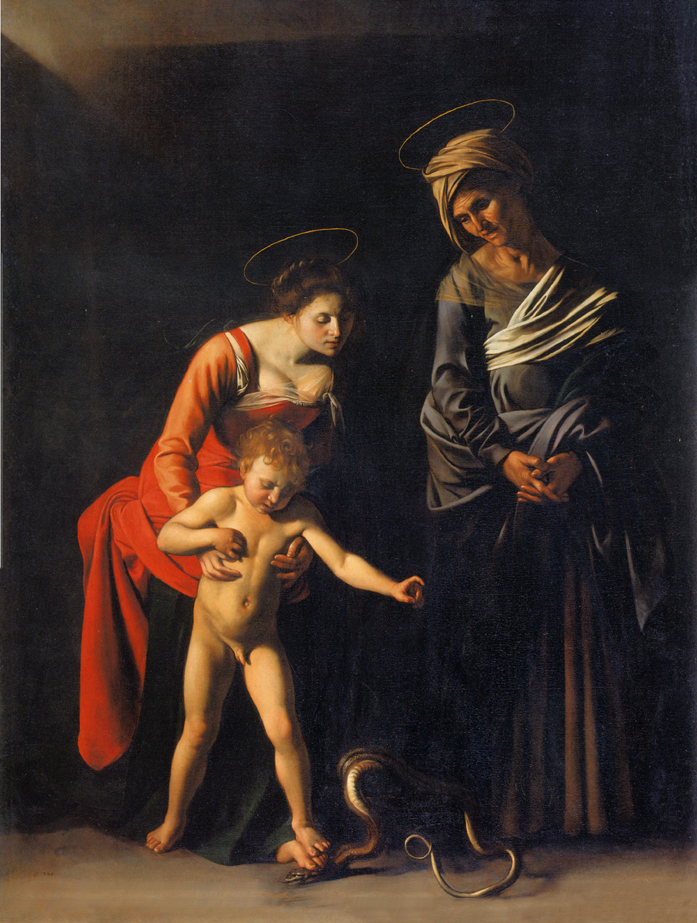
Caravaggio, Madonna dei Palafrenieri

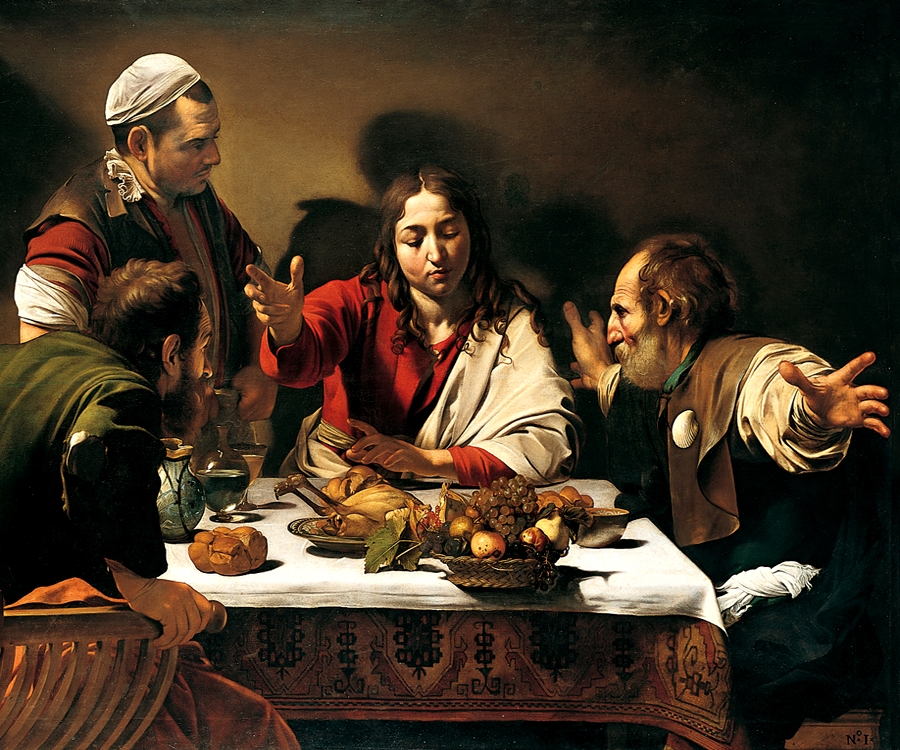
Caravaggio, Cena in Emmaus

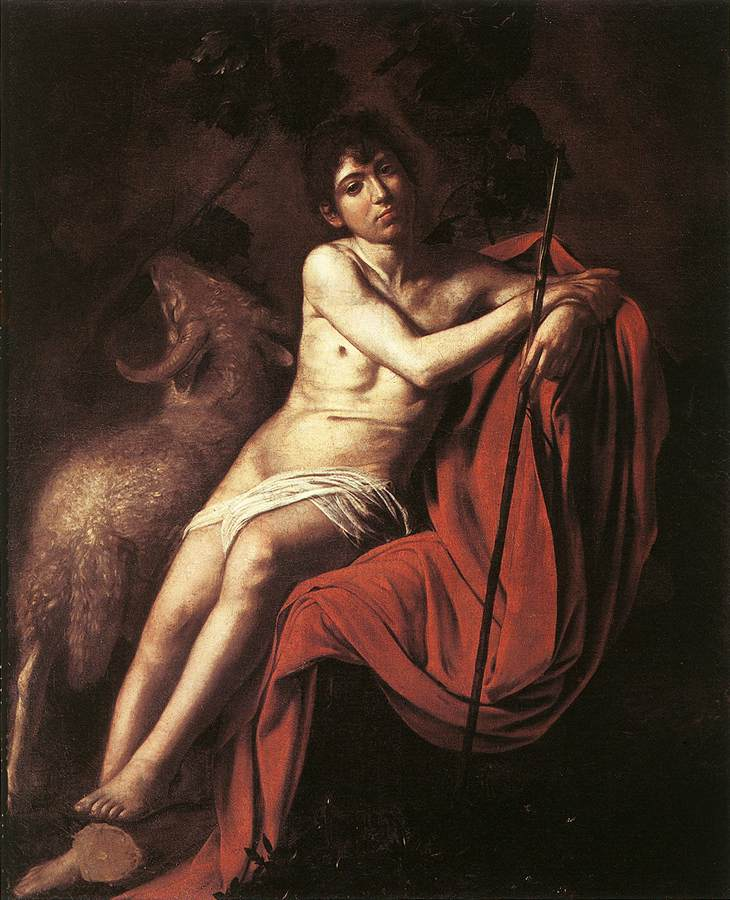
Caravaggio, San Giovanni Battista

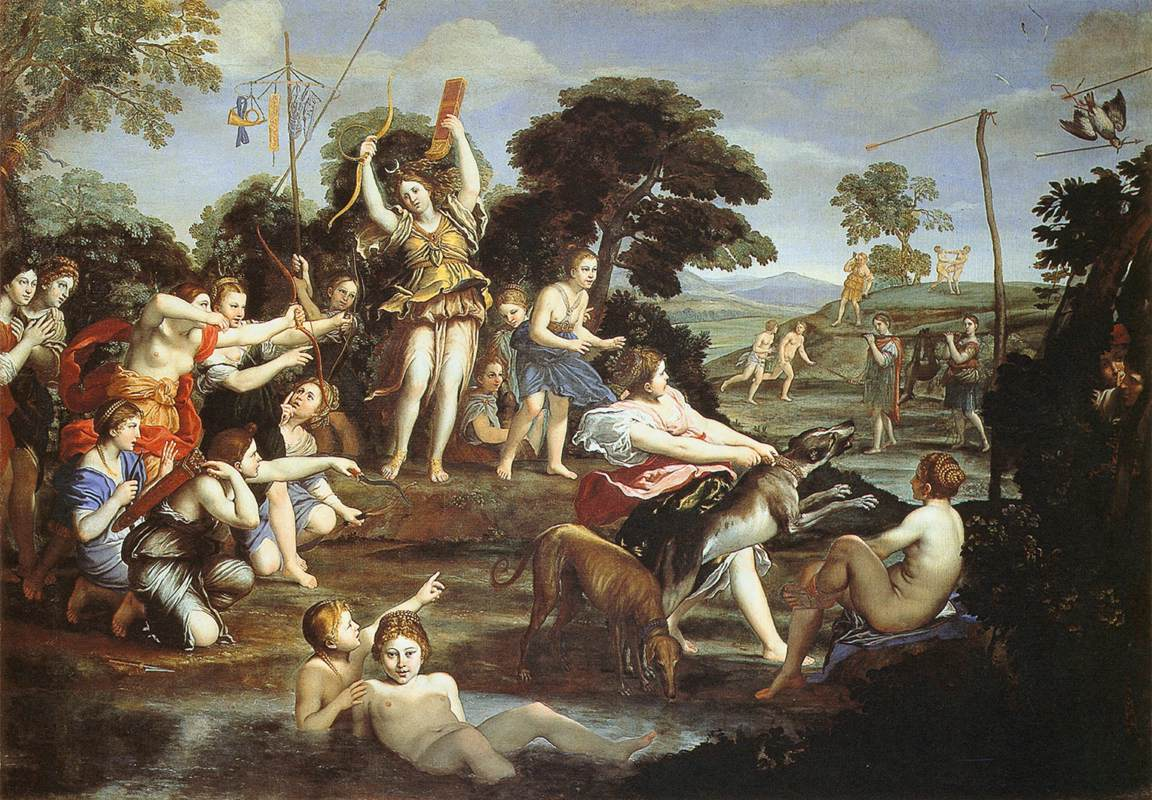
Domenichino, Caccia di Diana

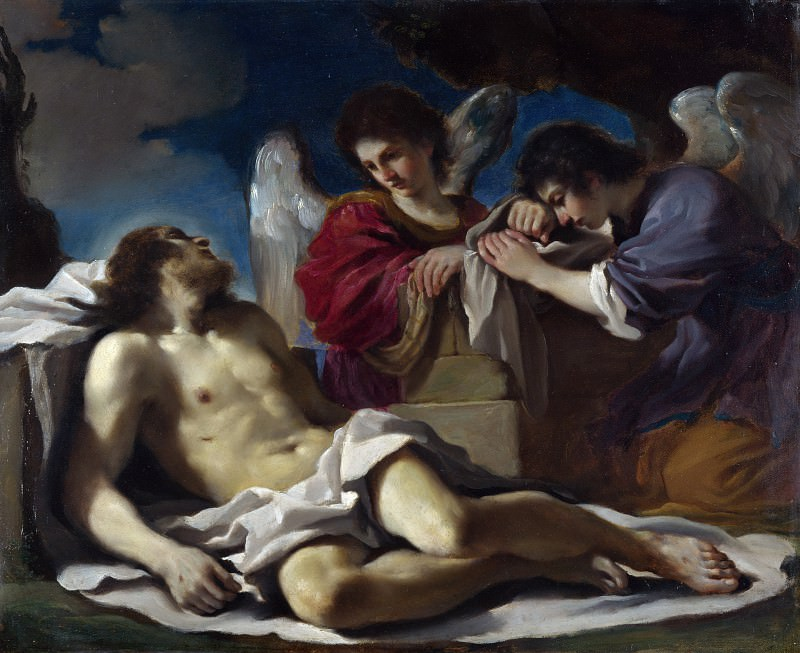
Guercino, Cristo morto compianto da due angeli

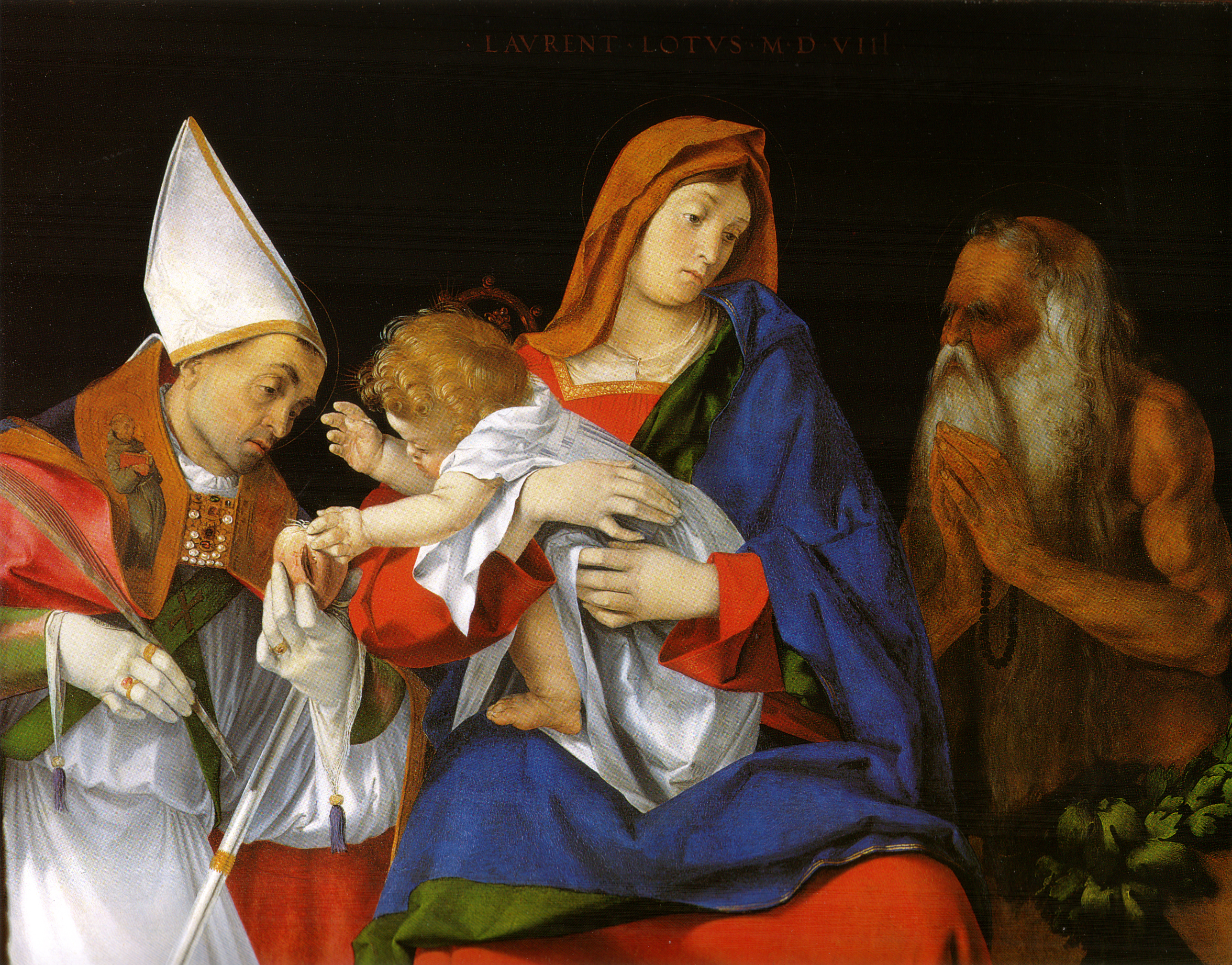
Lorenzo Lotto, Madonna col Bambino tra i santi Flaviano e Onofrio

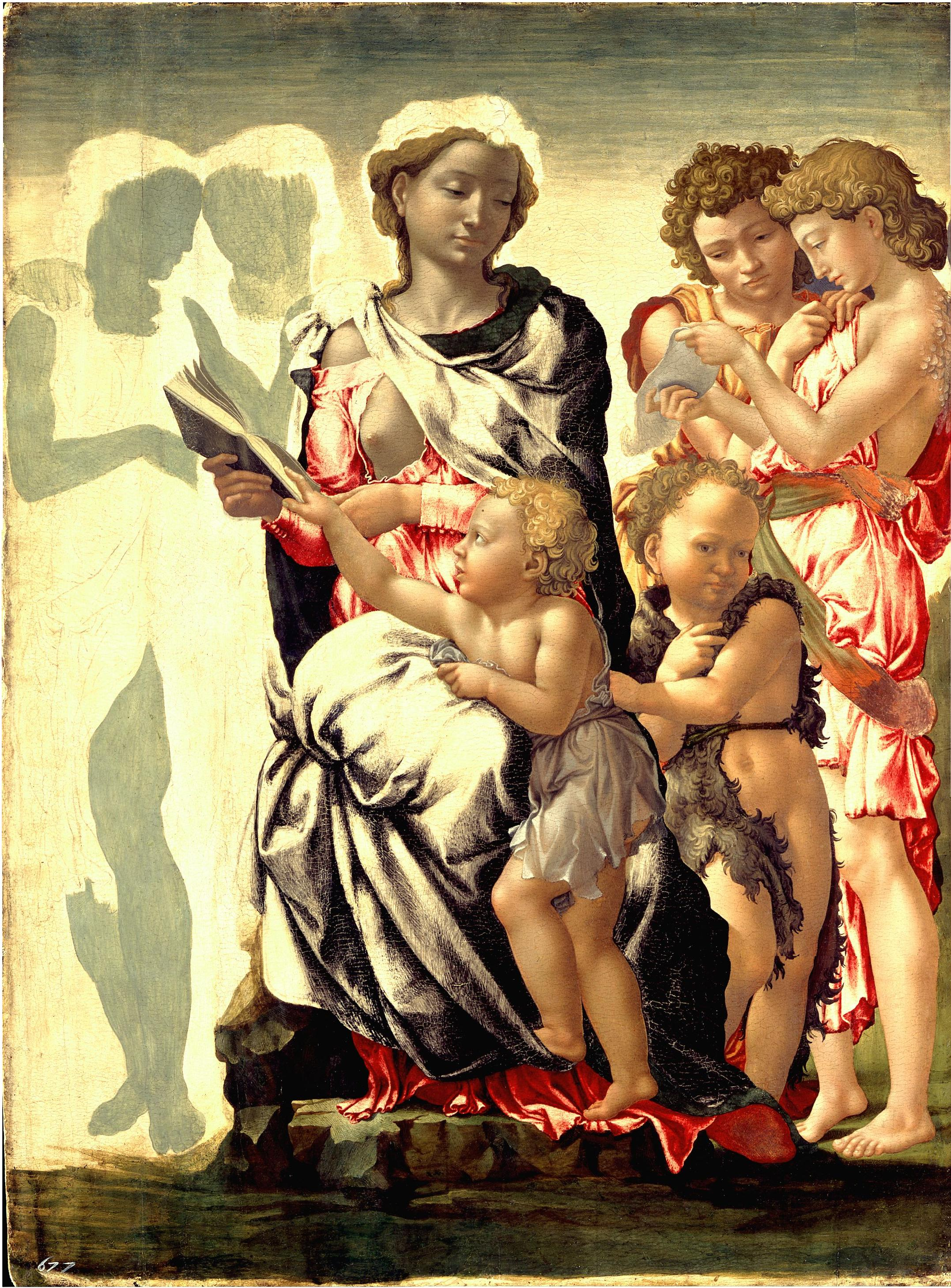
Michelangelo, Madonna di Manchester

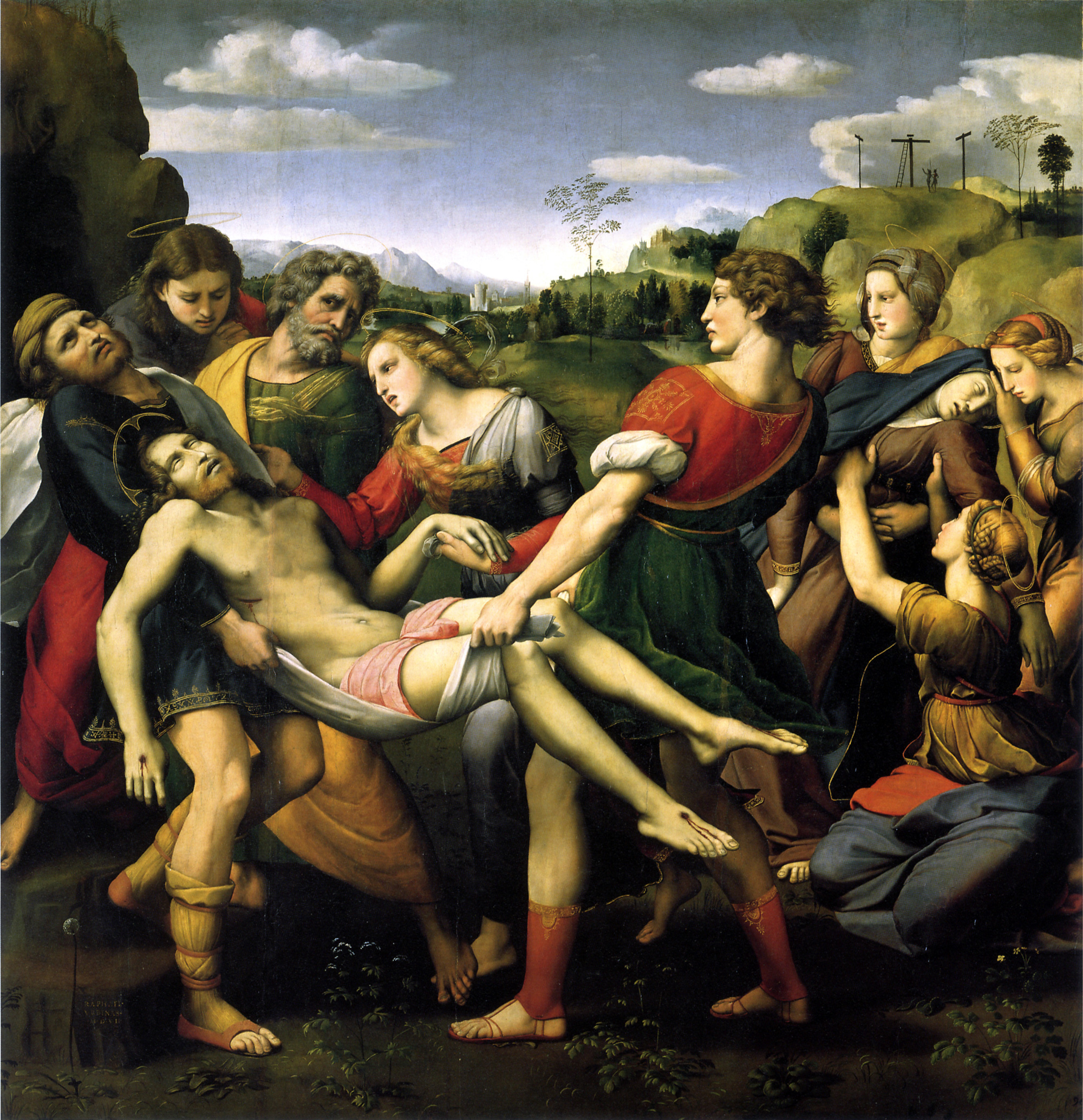
Raffaello, Deposizione Baglioni

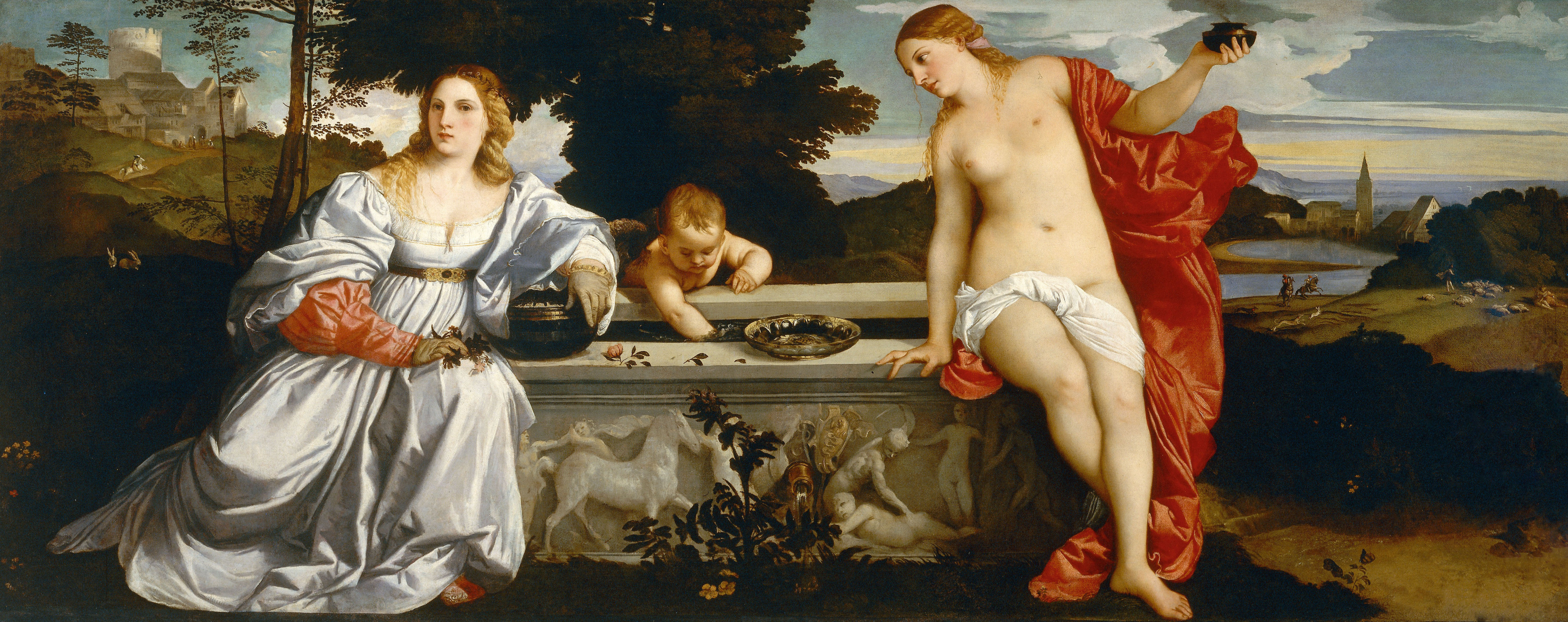
Tiziano, Amor sacro e Amor profano

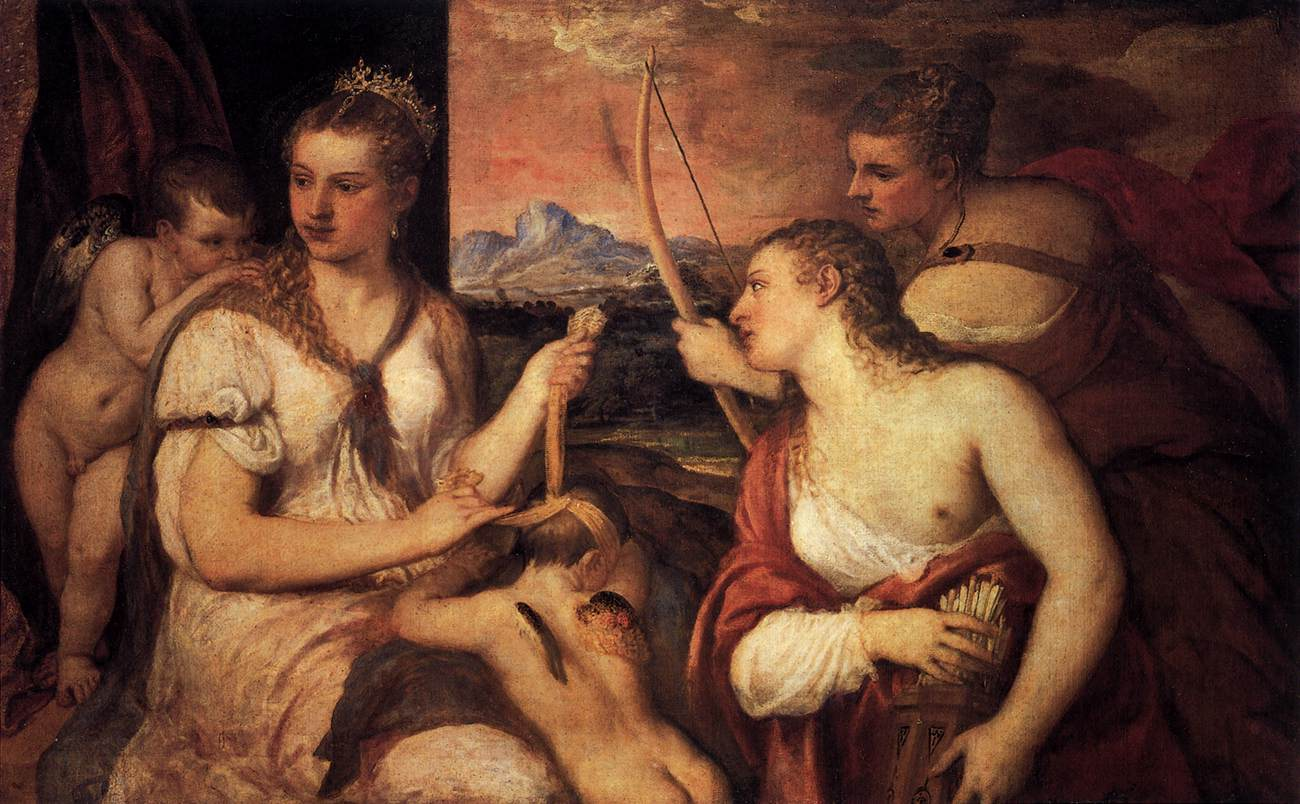
Tiziano, Venere che benda Amore

- Niccolò dell'Abate, Paesaggio con figure di dame e cavalieri, olio su tela, 110×159 cm, 1525, Galleria Borghese, Roma
- Biagio di Antonio Tucci, Storie della vita di Giuseppe, olio su tavola, 66,6×149,3 cm, 1545-1516, Metropolitan Museum of Art, New York
- Giovanni Baglione, Giuditta con la testa di Oloferne, olio su tela, 220×150 cm, 1608, Galleria Borghese, Roma
- Dirk van Baburen, Cattura di Cristo, olio su tela, 139×202 cm, 1616-1617, Galleria Borghese, Roma
- Tommaso Barisini, Crocifissione di Cristo e santi, Maria Vergine annunciata, simboli dei quattro evangelisti e santi, tavola e vetro dorato, 45,4×20,8 cm, 1345-1355, Walters Art Museum, Baltimora
- Federico Barocci, Enea che fugge da Troia, olio su tela, 176×253 cm, 1548, Galleria Borghese, Roma
- Jacopo Bassano, Ultima cena, olio su tela, 168×270 cm, 1546-1548, Galleria Borghese, Roma
- Giovanni Bellini, Festino degli dei,[42] olio su tela, 170×188 cm, 1514, National Gallery of Art, Washington
- Orazio Borgianni, Madonna con Bambino, olio su tela, 62,2×45,7 cm, 1610-1615, collezione Spencer, Althorp
- Brescianino, Venere tra due amorini, olio su tavola, 150×66 cm, 1520-1525, Galleria Borghese, Roma
- Bronzino, San Giovanni Battista, olio su tavola, 120×92 cm, 1550-1555, Galleria Borghese, Roma
- Michelangelo Buonarroti, Madonna di Manchester, tempera su tavola, 105×76 cm, 1496-1497 ca., National Gallery, Londra
- Caravaggio, Bacchino malato, olio su tela, 67×53 cm, 1593-1594, Galleria Borghese, Roma
- Caravaggio, Cena in Emmaus, olio su tela, 141×196 cm, 1601-1602, National Gallery, Londra (già in collezione Mattei, donato da Ciriaco a Scipione Borghese nel 1605)
- Caravaggio, David con la testa di Golia, olio su tela, 125×101 cm, 1609-1610, Galleria Borghese, Roma
- Caravaggio, Giovane con canestro di frutta, olio su tela, 70×67 cm, 1593-1594, Galleria Borghese, Roma
- Caravaggio, Madonna dei Palafrenieri, olio su tela, 292×211 cm, 1605, Galleria Borghese, Roma
- Caravaggio, Maria Maddalena in estasi, olio su tela, 106,5×91 cm, 1606, collezione privata romana
- Caravaggio, Ritratto di Paolo V, olio su tela, 203×119 cm, 1605-1606 ca., Palazzo Borghese, Roma
- Caravaggio, Ragazzo che monda un frutto, olio su tela, 75,5×64,4 cm, 1592-1593, perduto
- Caravaggio, Ragazzo con caraffa di rose, olio su tela, 66×50 cm, 1593-1594, perduto
- Caravaggio, San Giovanni Battista, olio su tela, 152×125 cm, 1610 ca., Galleria Borghese, Roma
- Caravaggio, San Giovanni Battista disteso, olio su tela, 106×180 cm, 1610, collezione privata tedesca
- Caravaggio, San Girolamo scrivente, olio su tela, 116×153 cm, 1605, Galleria Borghese, Roma
- Girolamo da Carpi, Paesaggio con corteo magico, olio su tela, 110×159 cm, 1525, Galleria Borghese, Roma
- Girolamo da Carpi, Ritratto del cardinale Ippolito de' Medici e del monsignor Mario Bracci, olio su tavola, 138,4×111,8 cm, 1530-1540, National Gallery, Londra
- Annibale Carracci (seguace di), Caino uccide Abele, XVII secolo, (perduto)
- Annibale Carracci, Paesaggio con Maddalena penitente, olio su tela, 31,8×42,7 cm, 1599, Fitzwilliam Museum, Cambridge (versione simile, di dimensioni lievemente più ridotte, a quella della Galleria Doria Pamphilj di Roma)[43]
- Annibale Carracci, Sansone in carcere, olio su tela, 180×130 cm, 1590-1595, Galleria Borghese, Roma
- Cavalier d'Arpino, Allegoria di Roma, XVII secolo, Galleria Borghese, Roma
- Cavalier d'Arpino, Creazione di Adamo e Eva, XVII secolo, Galleria Borghese, Roma
- Cavalier d'Arpino, Ratto d'Europa, olio su tavola, 57×45 cm, 1603-1606, Galleria Borghese, Roma
- Cavalier d'Arpino, San Francesco che suona il violino, XVII secolo, Galleria Borghese, Roma
- Cigoli, Giuseppe e la moglie di Putifarre, olio su tela, 220×150 cm, 1610-1613, Galleria Borghese, Roma
- Correggio, Danae, olio su tela, 161×193 cm, 1531-1532 ca., Galleria Borghese, Roma
- Correggio, Sposalizio mistico di santa Caterina e san Sebastiano, olio su tavola, 105×102 cm, 1527 circa, Museo del Louvre, Parigi
- Lucas Cranach il Vecchio, Venere e Amore che reca il favo di miele, olio su tavola, 169×67 cm, 1531, Galleria Borghese, Roma
- Lorenzo di Credi, Madonna col Bambino e san Giovannino, tempera su tavola, 88 cm diametro, 1488-1490, Galleria Borghese, Roma
- Domenichino, Apollo e Ciparisso, affresco staccato trasportato su tela, 118×87 cm, 1616-1618, National Gallery, Londra
- Domenichino, Apollo e Dafne, affresco staccato trasportato su tela, 310×188 cm, 1616-1618, National Gallery, Londra
- Domenichino, Apollo custodisce il gregge di Admeto, affresco staccato trasportato su tela, 260×200 cm, 1616-1618, National Gallery, Londra
- Domenichino, Apollo uccide Coronide per la sua infedeltà, affresco staccato trasportato su tela, 310×180 cm, 1616-1618, National Gallery, Londra
- Domenichino, Apollo uccide i ciclopi, affresco staccato trasportato su tela, 312×190 cm, 1616-1618, National Gallery, Londra
- Domenichino, Caccia di Diana, olio su tela, 222×315 cm, 1617, Galleria Borghese, Roma
- Domenichino, Costruzione delle mura di Troia, affresco staccato trasportato su tela, 310×184 cm, 1616-1618, National Gallery, Londra
- Domenichino, Giudizio di Mida, affresco staccato trasportato su tela, 267×205 cm, 1616-1618, National Gallery, Londra
- Domenichino, Ritratto di papa Gregorio XV e del cardinale Ludovico Ludovisi, olio su tela, 1621-1623, Musée des Beaux-Arts, Béziers
- Domenichino, Sibilla cumana, olio su tela, 123×89 cm, 1617 ca., Galleria Borghese, Roma
- Domenichino, Supplizio di Marsia, affresco staccato trasportato su tela, 200×325 cm, 1616-1618, National Gallery, Londra
- Dosso Dossi, Apollo e Dafne, olio su tela, 191×116 cm, 1525 ca., Galleria Borghese, Roma (confluito nella collezione Ludovisi nel 1621 per donazione di Scipione Borghese al cardinale Ludovico, dove rimase fino al 1908)
- Dosso Dossi, Melissa, olio su tela, 172×153 cm, 1518 ca., Galleria Borghese, Roma
- Dosso Dossi, Enea e Acate sulla costa libica, olio su tela, 58,7×87,6 cm, 1518 ca., National Gallery of Art, Washington
- Antoon van Dyck, Cristo in croce, olio su tela, 86×58 cm, 1621-1627, Galleria Borghese, Roma
- Lavinia Fontana, Minerva in atto di abbigliarsi, olio su tela, 258×190 cm, 1613, Galleria Borghese, Roma
- Francesco Francia, Madonna col Bambino, olio su tavola, 87×64 cm, 1590-1600, Galleria Borghese, Roma
- Benvenuto Tisi da Garofalo, Sacra Famiglia, olio su tavola, 56×73 cm, 1516, Galleria Borghese, Roma
- Benvenuto Tisi da Garofalo (attribuito), Madonna col Bambino, olio su tavola, 34×28 cm, 1517, Galleria Borghese, Roma
- Benvenuto Tisi da Garofalo, Matrimonio mistico di santa Caterina d'Alessandria, con sant'Anna e san Nicola da Tolentino, olio su tavola, 52×38 cm, collezione privata, Palermo
- Benvenuto Tisi da Garofalo, Flagellazione di Cristo, olio su tavola,71×40 cm, 1527, Galleria Borghese, Roma
- Benvenuto Tisi da Garofalo, Pianto sul Cristo deposto, olio su tavola, 54×41 cm, 1530-1532, Galleria Borghese, Roma
- Benvenuto Tisi da Garofalo, Conversione di san Paolo, olio su tavola trasportato su tela, 250×161 cm, 1545, Galleria Borghese, Roma
- Benvenuto Tisi da Garofalo, Adorazione dei pastori, olio su tavola, 47×31 cm, 1510-1516, Galleria Borghese, Roma
- Benvenuto Tisi da Garofalo, Gesù chiama san Pietro, olio su tavola, 74×91 cm, terzo decennio del XVI secolo, Galleria Borghese, Roma
- Giovanni Francesco Guerrieri, Lot e le figlie, olio su tela, 142×166 cm, 1617, Galleria Borghese, Roma
- Gerrit van Honthorst, Susanna e i vecchioni, olio su tela, 157×213 cm, 1655, Galleria Borghese, Roma
- Giovanni Lanfranco, Norandino e Lucina sorpresi dall'orco, olio su tela, 267×397 cm, 1624 ca., Galleria Borghese, Roma
- Guercino, Cristo morto compianto da due angeli, olio su rame, 36,8×44,4 cm, 1617 ca., National Gallery, Londra[44]
- Bernardino Licinio, Ritratto di gentiluomo, olio su tela, 92×77 cm, 1524, City Art Gallery, York
- Lorenzo Lotto, Madonna col Bambino tra i santi Flaviano e Onofrio, olio su tavola, 51×65 cm, 1508, Galleria Borghese, Roma
- Lorenzo Lotto, Ritratto di gentiluomo, olio su tela, 118×105 cm, 1535 ca., Galleria Borghese, Roma
- Maestro del Giudizio di Salomone (o Jusepe de Ribera), Giudizio di Salomone, olio su tela, 153×201 cm, 1620-1625, Galleria Borghese, Roma
- Andrea Mantegna, Adorazione dei pastori,[42] tempera su tavola trasferita su tela, 40×55,6 cm, 1450-1451, Metropolitan Museum of Art, New York
- Ludovico Mazzolino, Adorazione dei Magi, olio su tavola, 40×30 cm, 1522 ca., Galleria Borghese, Roma
- Ludovico Mazzolino, Cristo e l'adultera, olio su tavola, 29×19 cm, 1527 ca., Galleria Borghese, Roma
- Ludovico Mazzolino, Presepe, olio su tavola, 40×50 cm, 1506-1507, Galleria Borghese, Roma
- Ludovico Mazzolino, Incredulità di san Tommaso, olio su tela, 38×29 cm, 1521 ca., Galleria Borghese, Roma
- Antonello da Messina, Ritratto di ignoto, olio su tavola, 31×25 cm, 1474-1476, Galleria Borghese, Roma
- Giovanni Battista Benvenuti, Deposizione dalla croce, tavola su supporto di alluminio, 241×181 cm, 1521, Galleria Borghese, Roma
- Parmigianino, Ritratto del Pianerlotto, olio su tavola, 52×42 cm, 1531 ca., Galleria Borghese, Roma
- Niccolò Pisano, Madonna col Bambino in trono tra san Francesco, sant'Antonio e due donatori, olio su tela, 200×112 cm, XVI secolo, Musée Condé, Chantilly
- Raffaello, Dama col liocorno, olio su tavola, 65×51 cm, 1505-1506 ca., Galleria Borghese, Roma
- Raffaello, Deposizione Baglioni, olio su tavola, 179×174 cm, 1507, Galleria Borghese, Roma
- Raffaello, Fede, Speranza e Carità, tre olii su tavola, 16×44 cm ciascuno, 1507, tutti alla Pinacoteca vaticana, Città del Vaticano
- Raffaello, Madonna Aldobrandini, 1510 circa, olio su tavola, 39×33 cm, National Gallery, Londra
- Raffaello, Madonna Borghese, 1500-1504, olio su tavola, 34×29 cm, Gemäldegalerie, Berlino
- Raffaello, Madonna dei Candelabri, olio su tavola, 65×65 cm, 1513-1514 ca., Walters Art Gallry, Baltimora
- Raffaello, Madonna del velo, olio su tavola, 120×90 cm, 1511-1512, Museo Condé, Chantilly
- Raffaello, Ritratto di Giulio II, olio su tavola, 108,7×80 cm, 1511, National Gallery, Londra
- Raffaello, Ritratto di uomo, olio su tavola, 45×31 cm, 1503-1504 ca., Galleria Borghese, Roma
- Raffaello, Santa Caterina d'Alessandria, olio su tavola, 71×53 cm, 1508 ca., National Gallery, Londra
- Raffaello, Sogno del Cavaliere, olio su tavola, 17×17 cm, 1503-1504, National Gallery, Londra
- Raffaello, Tre Grazie,olio su tavola, 17×17 cm, 1503-1504, Museo Condé, Chantilly
- Guido Reni, Danza campestre, olio su tela, 81×99 cm, 1602, Galleria Borghese, Roma
- Giulio Romano, David che uccide Golia, XVII secolo, (perduto)
- Giulio Romano, Vergine col Bambino e san Giovannino, olio su tavola, 126×85 cm, 1528 ca., Galleria Borghese, Roma
- Peter Paul Rubens, Deposizione, olio su tela, 180×136 cm, 1601-1602, Galleria Borghese, Roma
- Andrea del Sarto, Madonna col Bambino e san Giovannino, olio su tavola, 154×101 cm, 1517-1518, Galleria Borghese, Roma
- Giovanni Gerolamo Savoldo, Tobiolo e l'angelo, olio su tela, 120×160 cm, 1540, Galleria Borghese, Roma
- Lionello Spada, Concerto, olio su tela, 138×177 cm, secondo decennio XVII secolo, Galleria Borghese, Roma
- Ippolito Scarsella, Cena in casa di Simone Fariseo, olio su tela, 81×140 cm, 1590-1595, Galleria Borghese, Roma
- Ippolito Scarsella, Salmaci e Ermafrodito, olio su tavola, 41×56 cm, 1590, Galleria Borghese, Roma
- Ippolito Scarsella, Strage degli innocenti, olio su rame, 40×51 cm, 1600-1610, Galleria Borghese, Roma
- Ippolito Scarsella, Bagno di Venere, olio su tela, 45×57 cm, 1585, Galleria Borghese, Roma
- Ippolito Scarsella, Madonna col Bambino, san Giovannino e san Giuseppe, olio su tavola, 37×26 cm, 1592-1593, Galleria Borghese, Roma
- Ippolito Scarsella, Cristo con i discepoli sulla via di Emmaus, olio su tela, 98×117 cm, 1590 ca., Galleria Borghese, Roma
- Ippolito Scarsella, Diana e Atteone, olio su tela, 98×118 cm, entro 1585 ca., Galleria Borghese, Roma
- Cesare da Sesto, Leda e il cigno (copia da Leonardo da Vinci), tempera su tavola, 115×86 cm, XVI secolo, Galleria Borghese, Roma
- Tiziano, Amor sacro e Amor profano, olio su tela, 118×278 cm, 1515 ca., Galleria Borghese, Roma
- Tiziano, Baccanale con Bacco e Arianna,[42] olio su tela, 176,5×191 cm, 1520-1523, National Gallery, Londra
- Tiziano, San Domenico, olio su tela, 97×80 cm, 1565 ca., Galleria Borghese, Roma
- Tiziano, Sacra Famiglia con un pastore, olio su tela, 99×137 cm, 1510 ca., National Gallery, Londra
- Tiziano, Venere che benda amore, olio su tela, 116×184 cm, 1565, Galleria Borghese, Roma
- Paolo Veronese, Predica di san Giovanni Battista, olio su tela, 205×169 cm, 1652 ca., Galleria Borghese, Roma

## Albero genealogico degli eredi della collezione
Segue un sommario albero genealogico degli eredi della collezione Borghese, dove sono evidenziati in grassetto gli esponenti della famiglia che hanno ereditato, custodito, o che comunque sono risultati influenti nelle dinamiche inerenti alla collezione d'arte. Per semplicità, il cognome Borghese viene abbreviato a "B.".
|                                            | | |                                                                                             | |                                         | | |
|                                            | | | Marcantonio I B.                                                                            | |                                         | | |
|                                            | | |                                                                                             | |                                         | | |
|                                            | | |                                                                                             | |                                         | | |
| Papa Paolo V (1552-1621) (nato Camillo B.) | Papa Paolo V (1552-1621) (nato Camillo B.) | Francesco B. (1557-1620) | Francesco B. (1557-1620)                                                                    | Giovanni Battista B. (1554/8-1609) | Giovanni Battista B. (1554/8-1609)      | Ortensia B. (1561-1598) (sposata con Francesco Caffarelli) | Ortensia B. (1561-1598) (sposata con Francesco Caffarelli) |
|                                            | | |                                                                                             | |                                         | | |
|                                            | | |                                                                                             | |                                         | | |
|                                            | | |                                                                                             | Marcantonio II B. (1598-1658) | Marcantonio II B. (1598-1658)           | Scipione Caffarelli-B. (1579-1633) (a lui si devono gran parte dei meriti della collezione, dalle commesse a Caravaggio e Bernini, alla raccolta di opere di antichità) | Scipione Caffarelli-B. (1579-1633) (a lui si devono gran parte dei meriti della collezione, dalle commesse a Caravaggio e Bernini, alla raccolta di opere di antichità) |
|                                            | | |                                                                                             | |                                         | | |
|                                            | | |                                                                                             | |                                         | | |
|                                            | | |                                                                                             | Paolo B. (1624-1646) (sposato con Olimpia Aldobrandini)                                                                                        |                                         | | |
|                                            | | |                                                                                             | |                                         | | |
|                                            | | |                                                                                             | |                                         | | |
|                                            | | |                                                                                             | Giovanni Battista B. (1639-1717) (acquisì in eredità parte della collezione Aldobrandini della madre e interamente quella dello zio cardinale) |                                         | | |
|                                            | | |                                                                                             | |                                         | | |
|                                            | | |                                                                                             | |                                         | | |
|                                            | | |                                                                                             | Marcantonio III B. (1660-1729) |                                         | | |
|                                            | | |                                                                                             | |                                         | | |
|                                            | | |                                                                                             | |                                         | | |
|                                            | | | Camillo I B. (1693-1763)                                                                    | Camillo I B. (1693-1763) | Francesco Scipione Maria B. (1697-1759) | Francesco Scipione Maria B. (1697-1759) | |
|                                            | | |                                                                                             | |                                         | | |
|                                            | | |                                                                                             | |                                         | | |
|                                            | | Marcantonio IV B. (1730-1800) (commissionò i cicli di affreschi di villa Borghese Pinciana)                                                                                               | Marcantonio IV B. (1730-1800) (commissionò i cicli di affreschi di villa Borghese Pinciana) | Scipione B. (1734-1782) | Scipione B. (1734-1782)                 | | |
|                                            | | |                                                                                             | |                                         | | |
|                                            | | |                                                                                             | |                                         | | |
|                                            | Camillo II B. (1775-1832) (sposato con Paolina Bonaparte, fu obbligato a vendere gran parte della collezione ai regnanti francesi; fu il committente della Paolina come Venere di Canova) | Camillo II B. (1775-1832) (sposato con Paolina Bonaparte, fu obbligato a vendere gran parte della collezione ai regnanti francesi; fu il committente della Paolina come Venere di Canova) | Francesco B. (1776-1839)                                                                    | Francesco B. (1776-1839) |                                         | | |
|                                            | | |                                                                                             | |                                         | | |
|                                            | | |                                                                                             | |                                         | | |
|                                            | | Marcantonio V B. (1814-1886) | Marcantonio V B. (1814-1886)                                                                | ...e altri due fratelli | ...e altri due fratelli                 | | |
|                                            | | |                                                                                             | |                                         | | |
|                                            | | |                                                                                             | |                                         | | |
|                                            | Paolo B. (1845-1920) (cedette nel 1902 la collezione allo Stato italiano) | Paolo B. (1845-1920) (cedette nel 1902 la collezione allo Stato italiano) | ...e altri 3 fratelli                                                                       | ...e altri 3 fratelli |                                         | | |